# Guinea-Bisáu
Guinea-Bisáu o Guinea-Bissau, oficialmente la República de Guinea-Bisáu, es un país del oeste de África que cubre 36 125 km² con una población estimada de 1 644 000 habitantes (2022). Limita con Senegal al norte, Guinea al sur y al este, y con el océano Atlántico al oeste.
Guinea-Bisáu fue una vez parte del Reino de Gabú, así como parte del Imperio de Malí. Algunas regiones de este reino persistieron hasta el siglo XVIII, mientras que algunas otras estaban bajo la dependencia del Imperio portugués desde el siglo XVI. Durante el siglo XIX fue una colonia portuguesa, formando parte de la denominada Guinea Portuguesa. Al obtener su independencia, declarada en 1973 y reconocida tras una guerra que terminó en 1974, se agregó el nombre de su capital, Bisáu, al nombre oficial del país para evitar confusiones entre ésta y la República de Guinea (antes Guinea Francesa). Guinea-Bisáu ha tenido una historia de inestabilidad política desde su independencia, y solo un presidente electo (José Mário Vaz), ha terminado con éxito un mandato completo de cinco años. El actual presidente es Umaro Sissoco Embaló, quien fue elegido el 29 de diciembre de 2019.
El criollo de Guinea-Bisáu (basado en el idioma portugués) es el idioma nacional. Según un estudio de 2012, el 54 % de la población lo habla como primer idioma y alrededor del 40 % como segundo idioma. Alrededor del 2 % de la población habla portugués, el idioma oficial, como lengua materna, y el 33 % lo habla como segundo idioma. El resto habla una variedad de lenguas africanas nativas. El cristianismo y el islam son las principales religiones practicadas en el país. El PIB per cápita del país es uno de los más bajos del mundo.
Guinea-Bisáu es miembro de las Naciones Unidas, la Unión Africana, la Comunidad Económica de Estados de África Occidental, la Organización para la Cooperación Islámica, la Comunidad de Países de Lengua Portuguesa, la Organización internacional de la Francofonía y la Zona de Paz y Cooperación del Atlántico Sur.

## Historia
El territorio actual de Guinea-Bisáu fue el reino de Gabú, que pertenecía al Imperio de Malí; algunas partes del reino persistieron hasta el siglo XVIII. Los primeros vestigios de presencia humana en Guinea-Bissau fechan de hace 200 000 años, pero los registros históricos más evidentes empiezan en el 3.er milenio a. C. con la llegada de los pueblos del desierto del Sahara, antepasados de los actuales grupos étnicos del litoral e islas de Guinea-Bissau. En el siglo IV a. C. se da la fundación del imperio de Ghana que durará hasta el siglo XI, cuando los Almorávides toman Kumbi-Saleh, la capital de Ghana. Es entonces que los pueblos Naulus y Ladurnas llegan a Guinea-Bissau, donde dominaba el pueblo Mandinga, perteneciente al Reino de Gabú, ubicado entre la región nordeste de Guinea-Bissau y la región de Casamansa. El Reino de Gabú, a su vez, era vasallo del Imperio de Malí (1230 a 1546), un Estado rico y suntuoso que va desde la región del río Senegal hasta el Alto Níger.

### Imperio de Malí
Declarado Mansa de Malí, Soundiata Keïta y sus sucesores extendieron su territorio mediante conquistas bélicas, creando una administración y una organización territorial para los territorios iniciales y ocupados: los Mansayas. Estos territorios político-administrativos están gobernados por Farims (el poder rota entre algunas familias Mandé, al principio de la ocupación) sometidos al Mansa de Malí.

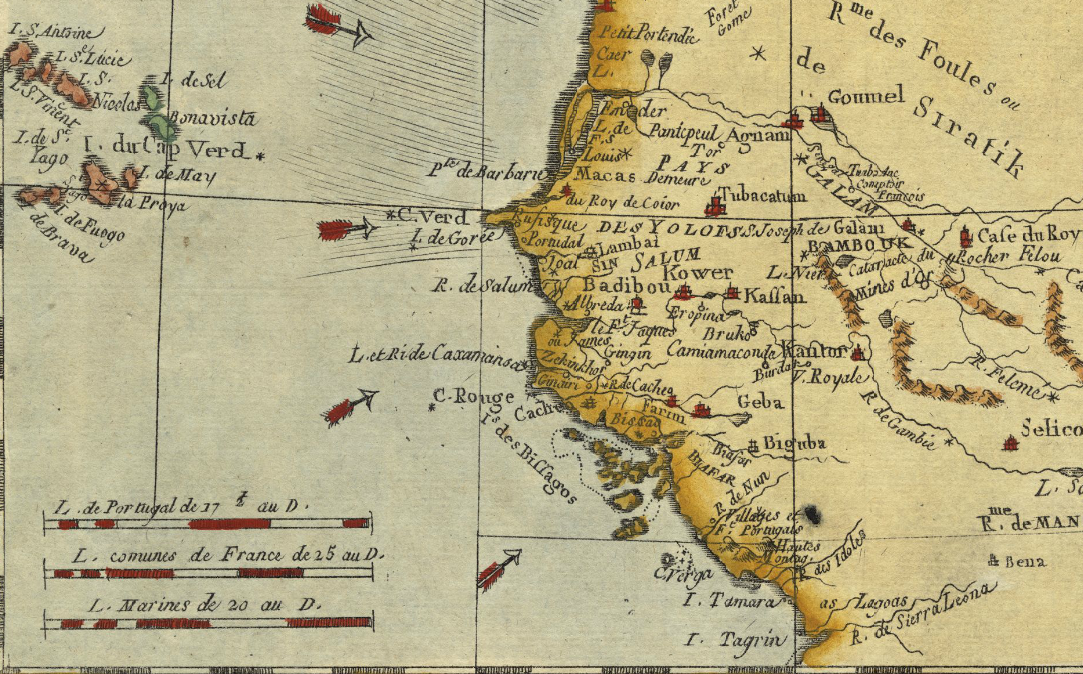
Situación de Guinea Bissau y los territorios vecinos en 1783

Con el pretexto de una disputa comercial entre un rey wolof y Soundjata Keita, éste envió a su primo, el general Tiramaghan Traoré, a tomar represalias, que resultaron victoriosas. A Tiramaghan Traoré se le encomendó entonces la ampliación de la parte occidental del Imperio para permitirle el acceso directo al mar y a la preciada sal. Entre 1235 y 1265, su ejército de jinetes, seguido por un enorme convoy de la población, que representaba todos los oficios, invadió la zona entre Senegal y Geba. En 1250, este ejército derrotó al rey bainouk Kikikor en campo abierto cerca de su capital, Mampating. Kikikor no fue asesinado; primero fue hecho prisionero, para que se pudieran llevar a cabo negociaciones para integrar a los colonos mandingas con el pueblo bainouk. Es esta mezcla de reglas sutiles la que se convertirá en lo que más tarde se llamará el mandingo de Occidente y se expresará en mandinga.
Este fue el fin del gran reino Bainouk, la mayor parte de cuyo territorio fue invadido y dividido gradualmente en Mansayas. La de Sankola, la Sankolanké, a unas decenas de kilómetros al norte de la actual Bafatá, será la sede económica en un primer momento, ya que es el centro del comercio con el resto del Imperio y en particular con los comerciantes de la Manding Mansa. Tiramaghan se trasladaba constantemente de una Mansaya a otra para asegurar la correcta administración de las Mansayas. Era él quien, después de cada conquista, designaba a los líderes de cada nueva Mansaya de entre sus guerreros.
Las poblaciones de las antiguas naciones se integraron fácilmente en estas mansayas occidentales, según una política que prevaleció en todo el imperio maliense. Esta integración es una vía de doble sentido, ya que las mansayas integran algunas de las normas de las naciones conquistadas. Por ello, las mansayas entre Gambia y Geba son muy diferentes de las demás mansayas del Imperio. Por ejemplo, se puede observar el matrilinaje5 resultante de las leyes bainouk, y en consecuencia el reparto por parte de los descendientes de los bainouks del poder rotatorio con las familias no mandes, la importancia de las religiones animistas, el nombramiento de la antigua nobleza a la cabeza de los territorios descentralizados, etc. En consecuencia, los clérigos musulmanes desempeñaron un papel diferente en estas mansayas que en otras regiones del Imperio donde el Islam estaba más extendido, y reforzaron el marabutismo como instrumento de poder entre la nobleza, pero nunca alcanzaron posiciones de liderazgo o de nobleza.
Esta conquista permitió establecer un comercio a larga distancia con los principales centros comerciales sahelianos, lo que permitió acceder a los productos del comercio transahariano con las naciones del Magreb y Asia. Para conseguirlo, los comerciantes, a diferencia de la nobleza, abrazaron la religión musulmana.
Nómadas: la instalación de pueblos agrícolas en el Imperio, como Ghana, siempre estuvo acompañada en la periferia por la instalación de pastores (foulo según los mandingos), antiguos nómadas que formaban la nación Fulbe. La presencia de ganado permitía el ahumado de los cultivos y el intercambio de cereales por la leche y el mestizaje.

### Entre los siglosXVyXVIII
La organización Mandé-Bainouk se fortaleció y se convirtió en la Kaabunké independiente, todavía animista y gobernada por los militares. A pesar del deterioro del imperio maliense, éste se transformó a lo largo de los siglos. Hacia el siglo XV, el Farim de los Sankolanké era Farsisangu. Pero tras su reinado, Sankolanké se dividió en Birasunké y Kaabunké; el centro económico y político de los mansayas en la región se trasladó a la capital de esta última, Kansala. Kaabunké creció hasta abarcar todas las mansayas de la zona desde Gambia hasta el Río Grande, incluida Birasunké. En el siglo XVII, Kaabunké se convirtió en la capital de Gambia.

Primer escudo de la Guinea Portuguesa

En el siglo XVII, Kaabunké declaró su autonomía con respecto a Malí, debilitado por la invasión songhai. Su Farim, que alternó entre 3 familias, tomó el título de Mansa de Kaabunké. Kaabunké siguió siendo un estado descentralizado y llegó a tener hasta veinte mansayas en determinados momentos. Esta descentralización permite variaciones políticas y administrativas de una Mansaya a otra.
Cinco elementos fundamentales permitirán mantenerla:
- El comercio hacia el Este (que da lugar al comercio transahariano) se ve dificultado por la creación de los reinos fula que separan los países Djolof, Kaabunké y Guinala del antiguo imperio de Malí. Kaabunké aprovechó entonces la reorientación del comercio hacia el mar. El Mansa de Kaabunké, situado en Kansala, enviaba emisarios a los mercados del Geba y del Gambia, y en particular a los puestos comerciales europeos (véase más adelante).
- Redes comerciales de larga distancia. Los musulmanes mandingos (diolas) no estaban solos; también les acompañaban comerciantes judíos que habían huido de España y Portugal, y "cristianos" (judíos portugueses y españoles convertidos por la fuerza al cristianismo). Todas ellas están vinculadas a las redes comerciales transaharianas y operan en los mercados del noreste del Sáhara (por ejemplo, Arguin, un puerto moro y centro comercial, especialmente de textiles, que también recibe los barcos de los comerciantes portugueses y judíos que huyen en barcos portugueses). También algunos comerciantes de larga distancia musulmanes, judíos y cristianos de Geba y Gambia formaban probablemente parte de redes comunes con algunos comerciantes portugueses de barcos. Esto facilitó el comercio entre África Occidental y el Atlántico en los siglos XV y XVI. Cuando los primeros barcos portugueses llegaron a los mercados de Gambia, se conocía la existencia de cristianos. Su llegada por mar, sin embargo, sorprendió y despertó la curiosidad.
- Mantuvo en secreto la ubicación de su capital y la Mansa no permitió que los comerciantes europeos entraran en el interior del reino.
- La demanda de esclavos aumenta sin control
- Los nobles de élite eran guerreros (jinetes): Kaabunké basó la mayor parte de su desarrollo económico en las guerras de razzia con las naciones vecinas, especialmente al este.

Sin embargo, esta opción estratégica de gobierno militar se revelaría más tarde como su debilidad, ya que pasó por alto el desarrollo de otros estratos de su población. Las ligas profesionales, los zapateros y los herreros, los nobles de clase baja (el imperio de Malí fue un golpe de los cazadores convertidos en caballería militar contra las ligas, sobre todo de herreros, antiguos gobernantes de Ghana y de los primeros Mande), no se beneficiaron de la riqueza acumulada: Debido al comercio orientado principalmente al trueque, los sucesivos Mansas elegidos entre los nobles guerreros intercambiaban oro, esclavos y otras mercancías por caballos, pero también armas, sillas de montar, muebles y utensilios de lujo. Esto impedirá el desarrollo de una industria artesanal productiva, limitándose los artesanos a reparar lo que se adquiere a través del comercio internacional

### Colonización portuguesa
Si bien los portugueses se instalaron en Guinea en el siglo XV, no se aventuraron más allá del litoral marítimo. El reino de Gabú consiguió mantener su independencia hasta el siglo XIX, mientras las poblaciones costeras eran esclavizadas.

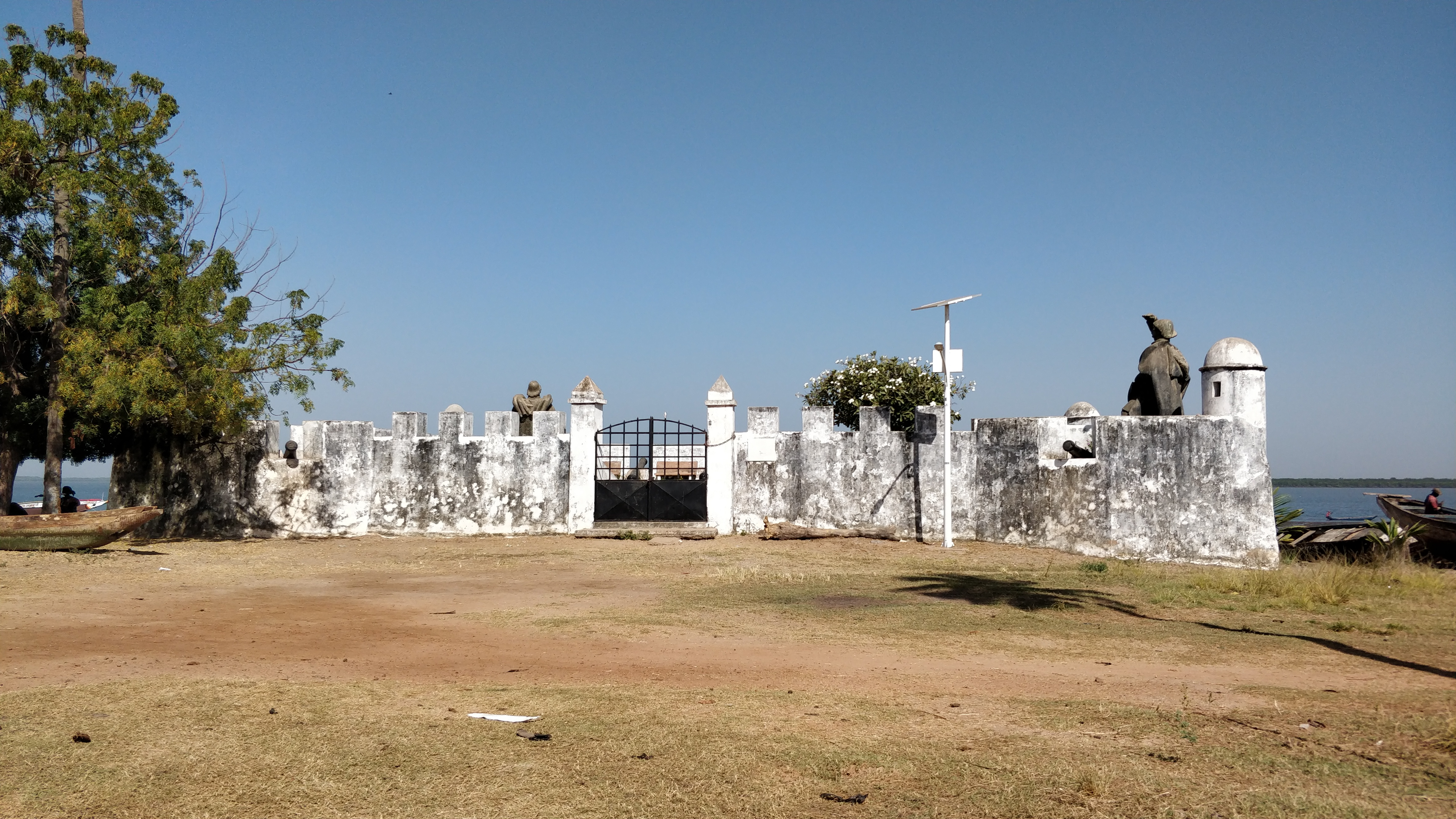
Fuerte de Cacheu cuya construcción comenzó en 1588

Los ríos de Guinea y las islas de Cabo Verde fueron de las primeras regiones de África exploradas por los portugueses. El navegante portugués Álvaro Fernandes llegó a Guinea en 1446 (Nuno Tristão según otras fuentes) y reclamó la posesión del territorio, pero antes de 1600 se establecieron pocos puestos comerciales.
La ocupación del territorio por parte de la Corona portuguesa sólo tuvo lugar bajo la dinastía filipina, con la fundación de la ciudad de Cacheu (1588), administrativamente sujeta al archipiélago de Cabo Verde. En el mismo contexto, en 1630 se creó la Capitanía General de la Guinea Portuguesa para administrar el territorio.
Tras la Restauración portuguesa (1640), se reanudó el poblamiento de la región y se fundaron los asentamientos de Farim y Ziguinchor. La colonización portuguesa se extendió desde las desembocaduras de los ríos Casamansa, Cacheu, Geba y Buda. Durante siglos, la región fue un punto estratégico para el comercio de esclavos.
A finales del siglo XVII se construyó la fortaleza de Bissau, en un momento en que los franceses empezaban a afirmar su presencia en la región. En 1753, se restableció la Capitanía de Bissau.
La muy débil posición portuguesa en la Alta Guinea fue reforzada por el primer marqués de Pombal, que promovió el suministro de esclavos desde esta zona a las provincias de Grão-Pará y Maranhão, en el norte de Brasil. Entre 1757 y 1777, se transportaron más de 25 000 esclavos desde los «Ríos de Guinea», que se aproximaban a la Guinea portuguesa y a partes de Senegal, a pesar de que esta zona había estado muy abandonada por los portugueses durante los 200 años anteriores. Bissau, fundada en 1765, se convirtió en el centro del control portugués.
El interés de los británicos por la zona llevó a un breve intento en la década de 1790 de establecer una base en la isla de Bolama, que no presentaba indicios de presencia portuguesa continuada. Los colonos británicos se retiraron en 1793 y los portugueses ocuparon oficialmente la isla en 1837. Incluso después de la reclamación portuguesa en 1837, los afroportugueses vivieron y trabajaron allí junto a los afrobritánicos de Sierra Leona, ya que Gran Bretaña no renunció a su reclamación de Bolama hasta 1870.
La abolición del comercio de esclavos por parte de Gran Bretaña en 1807 dio a los traficantes de Guinea un virtual monopolio sobre el comercio de esclavos de África Occidental con Brasil. Aunque los gobiernos brasileño y portugués acordaron en la década de 1830 poner fin a este tráfico, probablemente continuó a los niveles del siglo XVIII hasta después de 1850, cuando los británicos presionaron a Brasil para que aplicara la prohibición existente sobre la importación de esclavos. El último envío importante de esclavos de África Occidental llegó a Brasil en 1852.
El interés de Gran Bretaña por la región de la Alta Guinea disminuyó con el fin del comercio británico de esclavos en 1807 y se centró en Sierra Leona tras el abandono del asentamiento de la isla de Boloma. A principios del siglo XIX, los portugueses se sentían razonablemente seguros en Bissau y consideraban la costa vecina como propia. Su control era tenue: durante gran parte del siglo XIX la presencia portuguesa en Guinea se limitó principalmente a los ríos de Guinea, los asentamientos de Bissau, Cacheu y Ziguinchor (este último ahora en Senegal). En los demás lugares, la conservaban, con poca ayuda oficial, los criollos locales y los isleños de Cabo Verde, que poseían pequeñas plantaciones (pontus).
La existencia de plantaciones regentadas por franceses y senegaleses supuso un riesgo de reivindicación francesa al sur del río Casamance. Después de que la Conferencia de Berlín de 1885 introdujera el principio de ocupación efectiva, las negociaciones con Francia condujeron a la pérdida de la valiosa región de Casamance para el África Occidental francesa. A cambio, los franceses aceptaron los límites de la Guinea portuguesa.
En 1879, Cabo Verde se separó administrativamente y se creó la Guinea Portuguesa. Un poco más tarde, en el marco del Congreso de Berlín (1884-1885), ante el desgarro de África por parte de las potencias coloniales europeas, Guinea-Bissau, ya con sus fronteras delimitadas, fue confirmada a Portugal. Sin embargo, los posteriores intentos de ocupación y colonización portuguesa no se produjeron sin la resistencia de las poblaciones locales. El último de ellos se produjo en 1936 con el levantamiento de los Bijagós de Canhabaque.

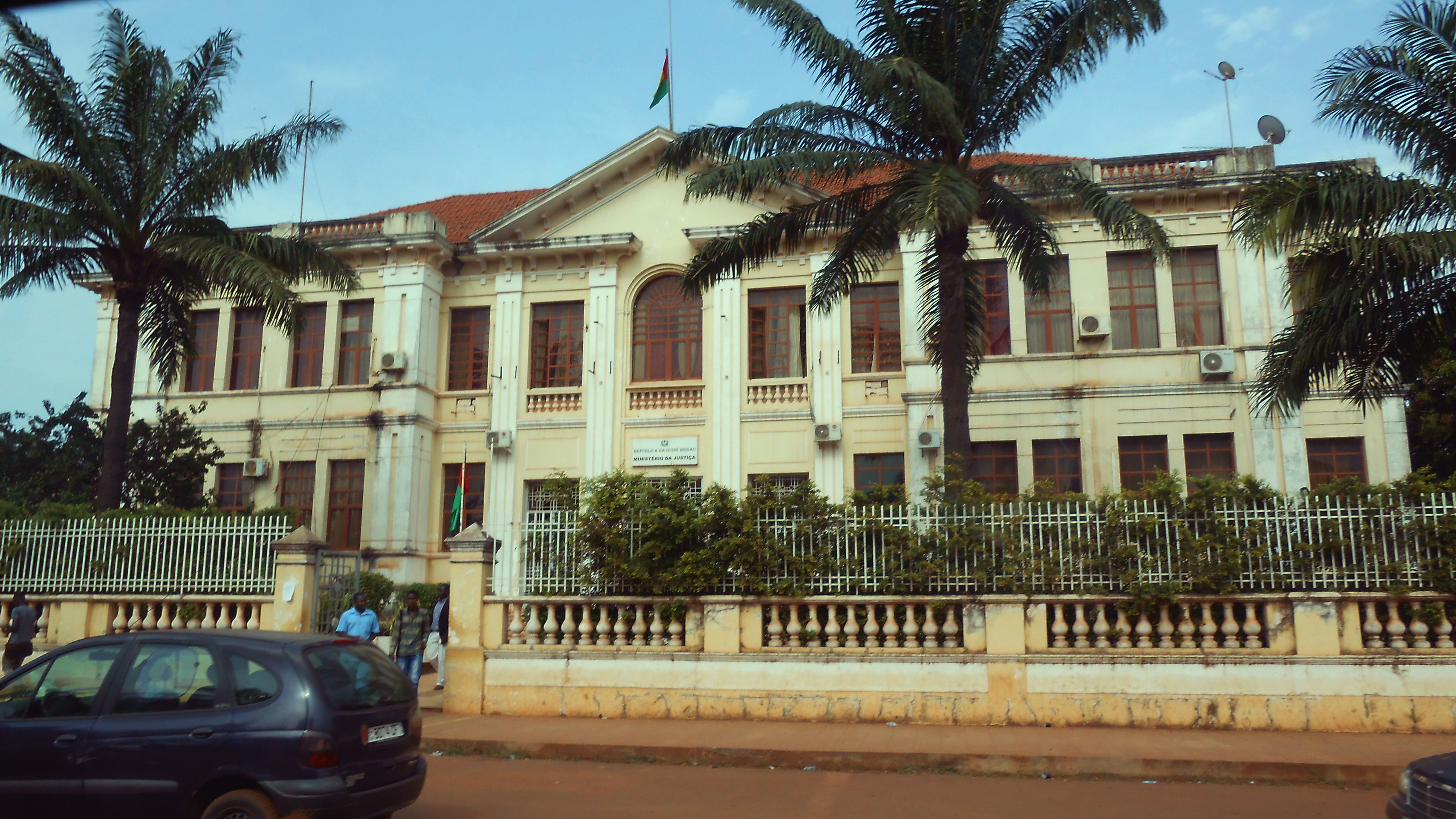
Edificio del Ministerio de Justicia construido en 1941

Portugal ocupó media docena de bases costeras o fluviales, controlando parte del comercio marítimo, pero no gran parte de la población. Sin embargo, en 1892, Portugal convirtió a Guinea en un distrito militar separado, para promover su ocupación. Si la doctrina de la ocupación efectiva hubiera sido tan prominente en 1870 como después de 1884, Portugal también podría haber perdido Bolama a manos de Gran Bretaña. Sin embargo, Gran Bretaña y Portugal acordaron en 1868 un arbitraje internacional. El presidente Ulysses S. Grant de los Estados Unidos de América actuó como árbitro y en 1870 concedió la isla a Portugal.
La precaria situación financiera y la debilidad militar de Portugal amenazaban su capacidad para conservar sus colonias. En 1891, António José Enes, ministro de Marina y Colonias, racionalizó los impuestos y otorgó concesiones en Guinea, principalmente a empresas extranjeras, para aumentar sus exportaciones. El aumento de los ingresos pretendía financiar una expansión gradual del control que proporcionaría a Portugal ingresos fiscales procedentes del comercio y de los indígenas. Sin embargo, el modesto aumento de los ingresos del gobierno entre 1895 y 1910 no cubrió el coste de las tropas utilizadas para imponer los impuestos. La política de Enes fracasó en gran medida; la resistencia continuó en el interior, en las islas y en la costa. Sin embargo, una vez iniciada la ocupación militar, Portugal persistió con la esperanza de obtener futuros beneficios.
Tras la caída de la monarquía portuguesa en 1910, la nueva república creó un ministerio para la administración colonial. Entre 1913 y 1915, João Teixeira Pinto utilizó las tropas Askari para imponer el dominio portugués y aplastar la resistencia al impuesto sobre las cabañas, destruyendo aldeas y confiscando el ganado, lo que provocó la huida de muchos a Senegal o a los bosques. El coste del mantenimiento de sus fuerzas y los déficits presupuestarios resultantes llevaron a su destitución en 1915.
Aunque la Primera Guerra Mundial aumentó la demanda mundial de productos tropicales y estimuló la economía guineana, la depresión de la posguerra y las frecuentes crisis políticas crearon una profunda recesión. Con el levantamiento militar de 1926 en Portugal, la mayor parte de Guinea estaba ocupada, administrada y gravada con impuestos, pero sus ingresos no eran suficientes para pagar su administración, y mucho menos para ampliarla. Cuando el Estado Novo impuso la policía en las islas Bissagos en 1935-36, completó su control de Guinea.

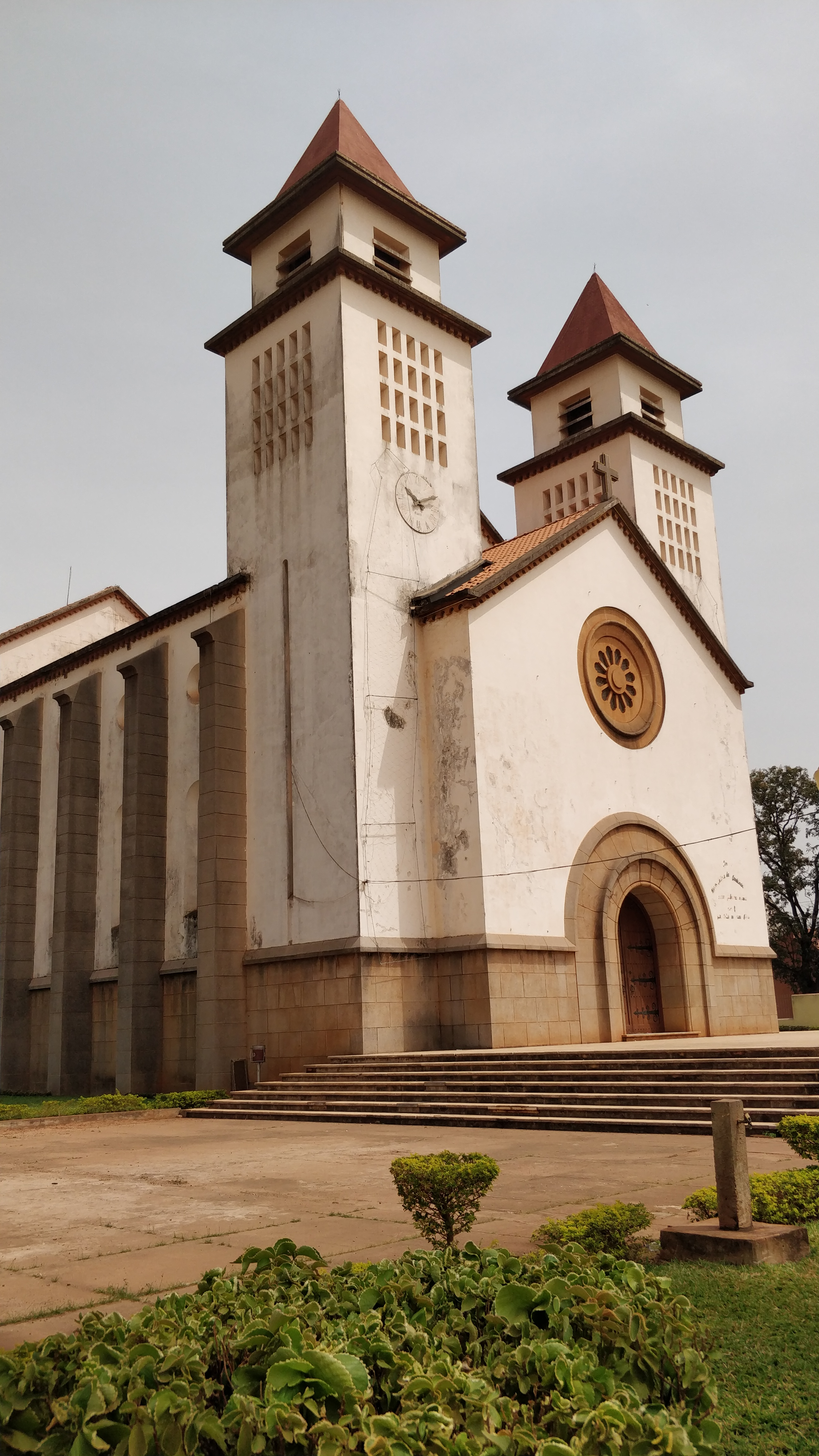
Catedral de Bisáu construida por los portugueses entre 1935 y 1950

Entre los años 1930 y 1960, la colonia era un remanso abandonado, cuya única importancia económica era suministrar a Portugal alrededor de un tercio de su aceite vegetal, procedente del cacahuete. No estaba claro si su población, de unos 500.000 habitantes en 1950, era lo suficientemente grande como para cultivar suficientes cacahuetes para pagar sus importaciones y su administración, y seguir cultivando alimentos para su población.
En 1951, debido a la presión internacional, el estatuto de Colonia de la Guinea Portuguesa se sustituye por el de Provincia Ultramarina, pero la resistencia guineana y la lucha por la autodeterminación siempre que se hacía sentir, teniendo como marco histórico la fundación del PAIGC (Partido Africano para la Independencia de Guinea y Cabo Verde) el 19 de septiembre de 1956 por Amílcar Cabral, Luis Cabral, Arístides Pereira y Júlio de Almeida. A lo largo de tres años la resistencia del PAIGC fue pacífica, pero endureció después de la masacre de Pidjiguiti el 3 de agosto de 1959.
En este día, los trabajadores del puerto de Bissau, estibadores y marineros estaban en huelga exigiendo mejoras salariales, pero las fuerzas de la PIDE Portuguesa (Policía Internacional y de Defensa del Estado) detuvieron la manifestación y mataron a unas 50 personas, hiriendo también a otros 100 manifestantes. El día 3 de agosto se transformó en uno de los marcos de la lucha de liberación de Guinea y es actualmente uno de los principales días festivos del país..
En la década de 1950, la mortalidad infantil era de 600 muertes por cada 1000 nacimientos y solamente el 1 % de la población rural estaba alfabetizada.
Amílcar Cabral fundó la Asociación de Deportes y Recreación, que en 1956 se convertiría en el Partido Africano para la Independencia de Guinea y Cabo Verde (PAIGC).
En 1959, una huelga de trabajadores en el puerto de Bisáu dio lugar a una masacre. Cincuenta trabajadores murieron a manos de la policía portuguesa y más de cien resultaron heridos. Esta masacre constituye un «punto de inflexión en el pensamiento de los nacionalistas revolucionarios», alentándolos a reconsiderar las luchas pacíficas llevadas a cabo hasta entonces para considerar la lucha armada.
En 1963, el Partido Africano para la Independencia de Guinea y Cabo Verde (PAIGC) desencadenó la guerra de independencia. La insurgencia fue ganando poco a poco el apoyo de las poblaciones rurales y las «zonas liberadas» se extendieron sobre el 50 % del territorio desde 1966, y luego sobre el 70 % desde 1968. Bajo el liderazgo de Amílcar Cabral, los rebeldes están tratando de reconstruir un modelo político en el que el poder es ejercido por los propios campesinos y se comprometen a desarrollar el sistema de salud y la alfabetización.
El objetivo es algo más que la independencia nacional. Según Cabral: «no estamos luchando simplemente para poner una bandera en nuestro país y tener un himno, sino para que nuestros pueblos nunca más sean explotados, no solo por los imperialistas, no solo por los europeos, no solo por los blancos, porque no confundimos los factores de explotación o de explotación con el color de la piel de los hombres; ya no queremos la explotación en casa, ni siquiera por los negros».

### Independencia
Las zonas liberadas por el PAIGC proclamaron la República Democrática de Guinea, en 1973, reconocida por la Asamblea General de las Naciones Unidas. Guinea-Bisáu fue la primera colonia portuguesa de África que obtuvo la independencia. En Bisáu nació el antecesor del Movimiento de las Fuerzas Armadas, responsable del derrocamiento del régimen dictatorial portugués en 1974. Cuatro meses después, Portugal reconoció la independencia de Guinea-Bisáu.

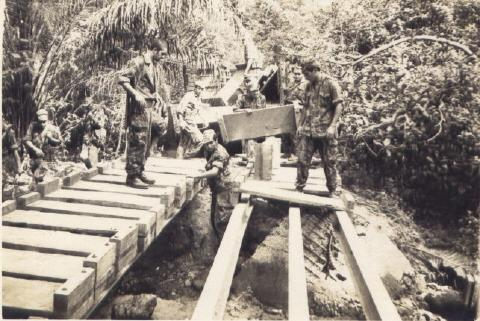
Tropas portuguesas en el Puente Balana en 1968

La independencia comenzó bajo los mejores auspicios. La diáspora de Guinea-Bisáu regresó en forma masiva al país. Se creó un sistema de acceso escolar para todos. Los libros eran gratuitos y las escuelas disponían de un número suficiente de profesores. En 1974 fue creado Correios da Guiné-Bissau, el operador postal oficial del país.
En 1980, João Bernardo Vieira encabezó un golpe de Estado que acabó con la presidencia de Luis Cabral e interrumpió la fusión con Cabo Verde cuando ambos países planeaban una unión constitucional. Desde entonces, el país se orientó hacia una economía liberal. Los recortes presupuestarios se hicieron a costa del sector social y de la educación.
En 1986, se da un nuevo intento de golpe de Estado, esta vez encabezado por el vicepresidente del Consejo de la Revolución, por el fiscal general de la República y varios oficiales superiores de las Fuerzas Armadas que terminan detenidos, y algunos de ellos fusilados, en lo que llegó a ser conocido como el «caso 17 de octubre». El régimen multipartidista llega en 1991 y en 1994 se efectúan las primeras elecciones libres en GuineaBissau, con la victoria del PAIGC y de Nino Vieira para la Presidencia, con una mayoría absoluta. En 1997, Guinea-Bissau se integra a la Unión Económica y Monetaria del Oeste Africano (UEMOA) y adopta el Franco CFA como moneda nacional, en sustitución del Peso. El países también miembro de la Comunidad Económica de Estados de África Occidental desde 1975. El año 1998 marca el inicio de un período muy conturbado y de malas memorias para Guinea-Bissau - una guerra civil entre el gobierno elegido democráticamente y una auto intitulada «Junta Militar», basada en rivalidades y luchas para controlar el poder en el PAIGC. Esta guerra, que duró alrededor de 11 meses, devastó las infraestructuras, la economía, la sociedad, las familias y cobró muchas vidas. La destrucción del tejido económico y social tuvo consecuencias catastróficas para el país que perduran hasta la actualidad.

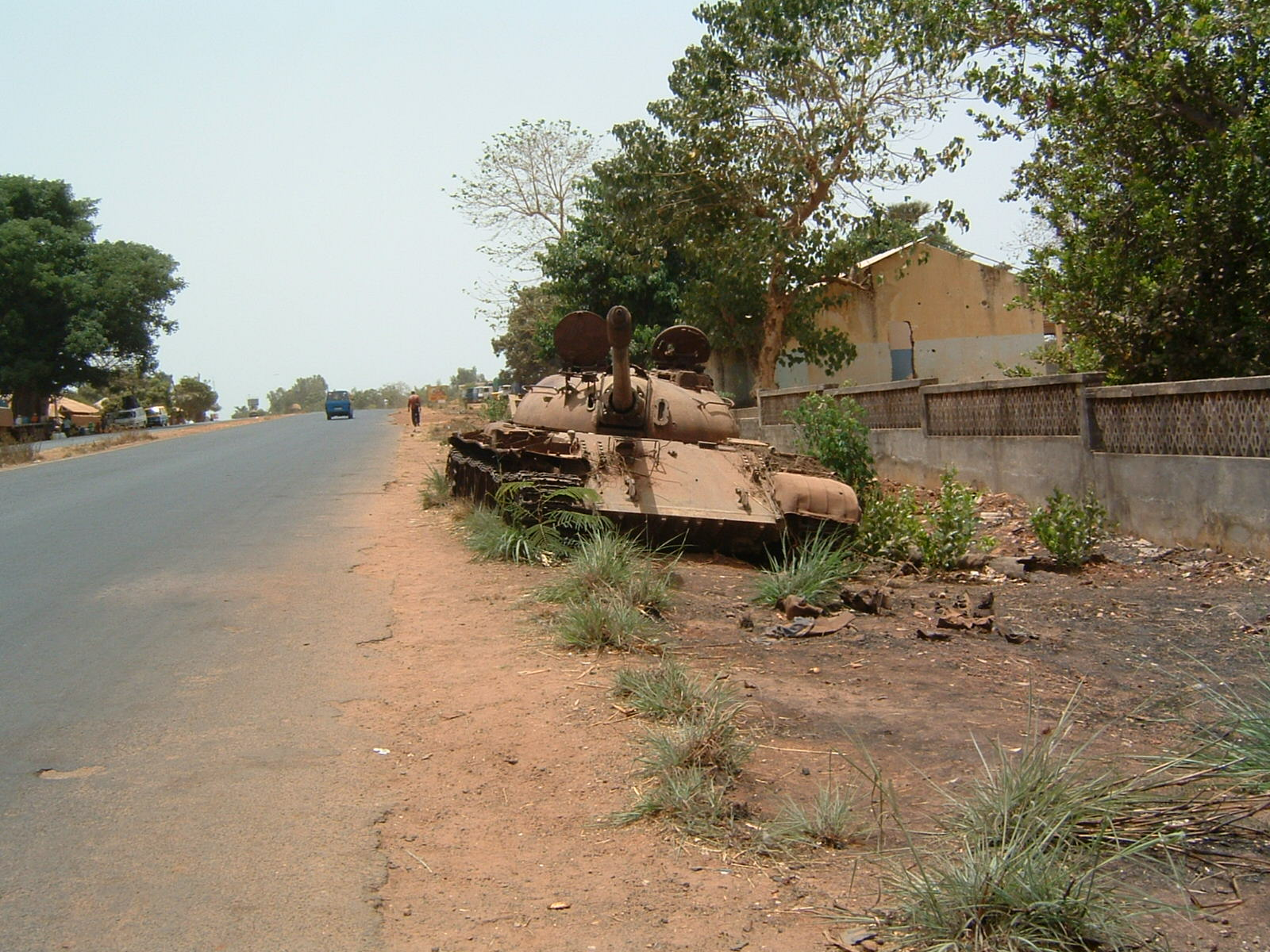
Tanque de la guerra civil de Guinea-Bisáu abandonado en 2003.

João Bernardo Vieira permaneció en el exilio hasta 2005, nueve años después del fin de una guerra civil de once meses que lo había expulsado del poder, regresó para presentarse a los comicios destinados a restablecer la democracia.
En la madrugada del 2 de marzo de 2009 (4:00 GMT) fue asesinado en un atentado con bomba, en los cuarteles del ejército, el jefe de Estado Mayor Tagme Na Waie. Algunos militares opinaban que este asesinato había sido ordenado por el presidente de Guinea-Bisáu, João Bernardo Vieira. Horas después, este fue asesinado por unos militares en la residencia presidencial. Previamente se había negado al ofrecimiento de la Embajada de Angola de evacuarlo a su sede diplomática. Murió a los 69 años de edad, tras haber estado más de 23 años al frente de Guinea-Bisáu.
Después de la muerte de Vieira, los militares del país juraron respetar la orden constitucional de sucesión. El portavoz de la Asamblea Nacional, Raimundo Pereira, asumió el poder interinamente hasta una elección nacional, que ocurrió el 28 de junio de 2009, vencida por Malam Bacai Sanhá, que asumió el poder el 8 de septiembre del mismo año.
El 9 de enero de 2012, el presidente Sanhá murió de complicaciones de la diabetes y Pereira fue nuevamente designado presidente interino. En la noche del 12 de abril de 2012, miembros de las fuerzas armadas del país dieron un golpe de estado y arrestaron al presidente interino y a un destacado candidato presidencial. El ex vicejefe de personal, el general Mamadu Ture Kuruma, asumió el control del país en el período de transición y comenzó las negociaciones con los partidos de oposición.
José Mário Vaz fue presidente de Guinea-Bissau desde las elecciones presidenciales de 2014 hasta 2019. Al final de su mandato, Vaz se convirtió en el primer presidente electo en completar su mandato de cinco años. Sin embargo, perdió las elecciones de 2019 ante Umaro Sissoco Embaló, quien asumió el cargo en febrero de 2020.

## Gobierno y política

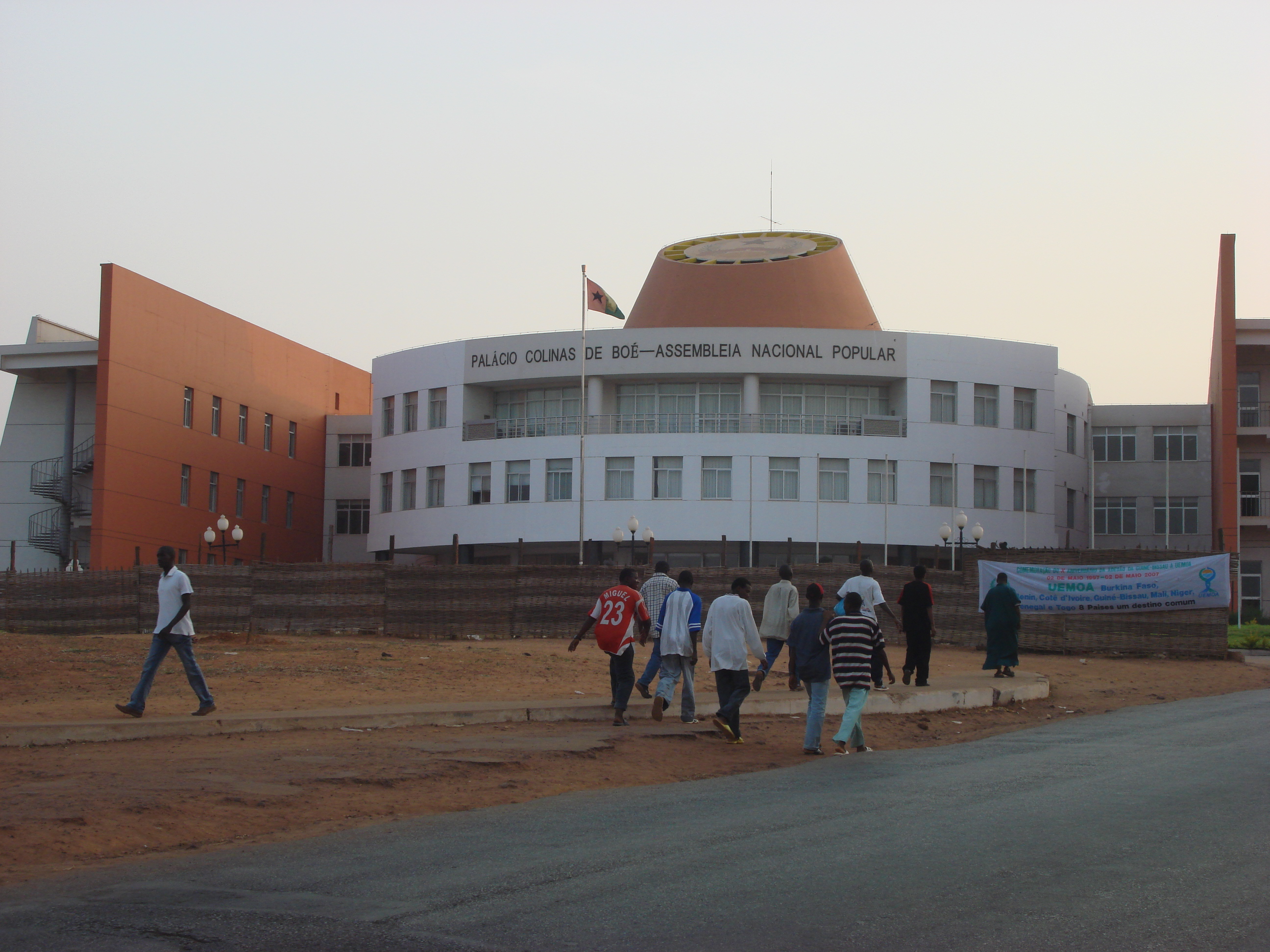
La Asamblea Nacional Popular en Bisáu, capital del país.

Guinea-Bisáu es una república. En el pasado, el gobierno estaba muy centralizado. El gobierno multipartidista no se estableció hasta mediados de 1991. El presidente es el jefe de Estado y el primer ministro es el jefe de Gobierno. Desde 1974, ningún presidente había logrado cumplir un mandato completo de cinco años, hasta que recientemente José Mario Vaz terminó su mandato de cinco años el 24 de junio de 2019.
A nivel legislativo, existe una Asamblea Nacional Popular (Assembleia Nacional Popular) unicameral compuesta por 100 miembros. Son elegidos popularmente en circunscripciones plurinominales para un mandato de cuatro años. El sistema judicial está encabezado por el Tribunal Supremo da Justiça (Tribunal Supremo), compuesto por nueve jueces nombrados por el presidente; ejercen sus funciones a voluntad del presidente.
Los dos principales partidos políticos son el PAIGC (Partido Africano para la Independencia de Guinea y Cabo Verde) y el PRS (Partido para la Renovación Social). Hay más de 20 partidos menores.

### Constitución
La Constitución de Guinea-Bissau es la ley fundamental de Guinea-Bissau.
A pesar de una vida política marcada por la inestabilidad desde la independencia, Guinea-Bissau sólo ha tenido una constitución, revisada en 1991, 1993 y 1996.
El 12 de mayo de 2020, el presidente de Bissau-Guinea, Umaro Sissoco Embaló, anunció en un decreto presidencial la creación de una comisión para proponer un proyecto de revisión de la Constitución. Los cinco miembros de esta comisión, elegidos por el propio presidente, tendrán 90 días para presentarle su trabajo.
«La Constitución de la República de Guinea-Bissau, en vigor desde 1984, ha sido revisada de vez en cuando y ha demostrado ser imperfecta en varios aspectos que deben tenerse en cuenta, así como en puntos que dan lugar a diferencias de interpretación debido a la imprecisión y ambigüedad que contiene», señala el decreto.
El texto se refiere entonces a la «necesidad de adoptar un sistema de gobierno que se adapte mejor a la realidad sociocultural del país y que contribuya a garantizar la estabilidad institucional» de Guinea-Bissau.
De hecho, la Comunidad Económica de Estados de África Occidental (CEDEAO) había instado al presidente a «iniciar inmediatamente la reforma de una nueva Constitución que se someterá a referéndum en un plazo de seis meses» en un comunicado fechado el 22 de abril de 2022.

### Política exterior
Guinea-Bissau sigue una política exterior no alineada y busca relaciones amistosas y de cooperación con una gran variedad de estados y organizaciones.
Guinea-Bisáu es uno de los Estados miembros fundadores de la Comunidad de Países de Lengua Portuguesa (CPLP), también conocida como Commonwealth Lusófona, organización internacional y asociación política de naciones lusófonas de cuatro continentes, donde el portugués es lengua oficial.

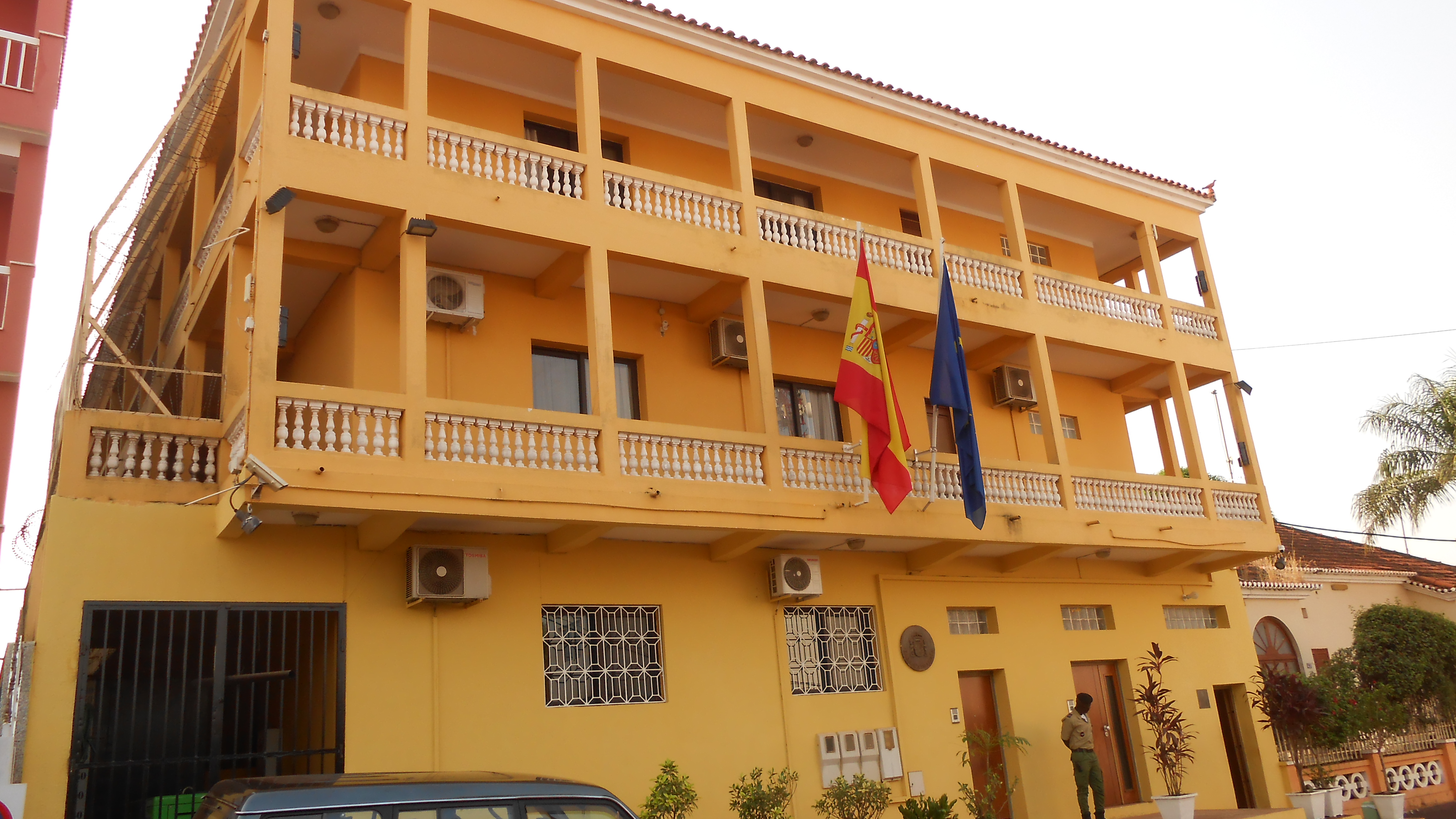
Embajada de España en Guinea-Bisáu

Adicionalmente Guinea-Bisáu es miembro de varias organizaciones internacionales: las Naciones Unidas y muchos de sus organismos especializados y afines, como el Banco Mundial, el Fondo Monetario Internacional (FMI), la Organización Mundial de la Salud, la Organización para la Agricultura y la Alimentación, el Grupo de los 77 y la Organización de Aviación Civil Internacional.
Guinea-Bisáu también es miembro del Banco Africano de Desarrollo (BAfD), la Comunidad Económica de Estados de África Occidental (CEDEAO), la Unión Económica y Monetaria de África Occidental (UEMOA), la Organización de Cooperación Islámica (OCI), la Unión Africana (UA) y el Comité Interestatal Permanente de Lucha contra la Sequía en el Sahel (CILSS).
Guinea-Bissau mantiene buenas relaciones con Portugal; en los últimos décadas, muchos guineanos han emigrado a Portugal y la comunidad de inmigrantes en este país es ya relativamente numerosa. La mayor parte de los lazos entre Portugal y Guinea-Bissau son económicos, casi el 40 % de las importaciones de Guinea-Bissau provienen de Portugal. En los últimos años, el comercio entre Portugal y Guinea-Bissau ha aumentado mucho. En varios sectores económicos, Portugal está muy presente. Portugal es uno de los principales socios comerciales de esta nación.
Las relaciones entre Guinea-Bissau y Estados Unidos son sólidas. Estados Unidos ha donado millones de dólares en ayuda alimentaria y en la construcción de infraestructuras y servicios básicos. Desde 1990, Estados Unidos ha financiado programas de desminado, desactivando las minas terrestres. Además, la promoción de la democracia y la industria agrícola son objetivos de la inversión estadounidense.
Entre 1990 y 1998, Guinea-Bissau reconoció a Taiwán como la China legítima; sin embargo, en 1998 pasó a reconocer a la República Popular China. China ha financiado algunas construcciones en Guinea-Bissau, como estadios deportivos y edificios gubernamentales, a cambio de derechos exclusivos sobre la pesca y la explotación forestal de Guinea-Bissau. China también ha invertido en la mejora de las telecomunicaciones en Guinea-Bissau.

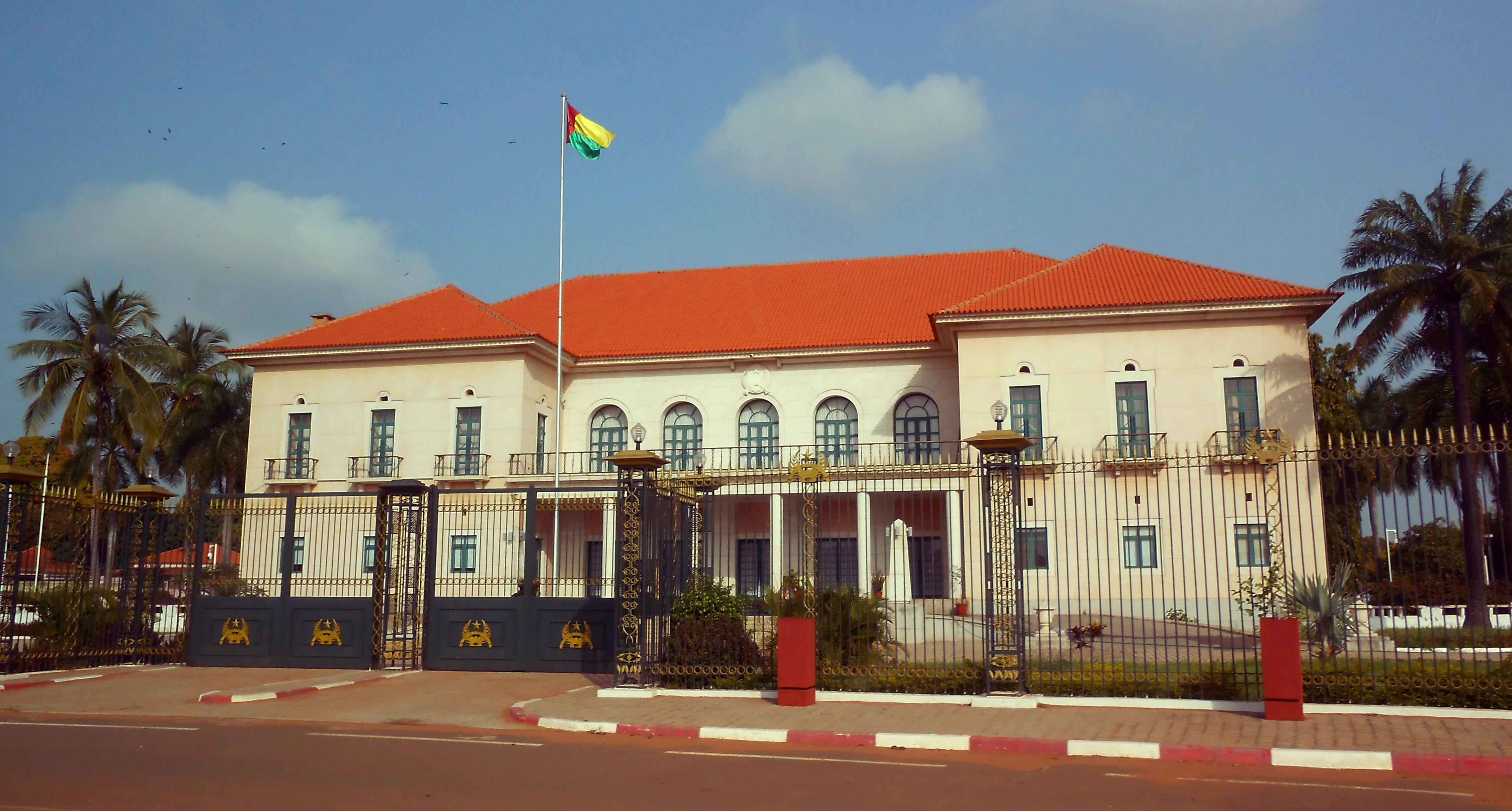
Palacio Presidencial de Guinea-Bisáu antiguo Palacio del Gobernador de la Guinea Portuguesa

La relación con la Federación Rusa viene de la época de la Unión Soviética, en la que la Unión Soviéticafinanciaba a Guinea-Bissau, principalmente proporcionándole mucho material militar. Se firmaron varios acuerdos bilaterales, principalmente en los sectores de la cultura y el transporte. Las relaciones se enfriaron tras la caída de la Unión Soviética.
La relación entre Cabo Verde y Guinea-Bissau es antigua, ambos formaban parte de la misma administración portuguesa y del mismo país hasta que se separaron en 1980. Muchos turistas caboverdianos visitan Guinea-Bissau y viceversa. Ambos tienen una cultura, una demografía y un gobierno muy similares.
Guinea-Bissau también mantiene una buena relación con India, que es el mayor importador de productos de Guinea-Bissau.
Brasil apoya muchos proyectos de educación, salud y agricultura en Guinea-Bissau.
Guinea-Bissau ha reconocido la independencia de Kosovo y su derecho a ser un «país soberano» siguiendo la política estadounidense al respecto.

### Derechos humanos
En materia de derechos humanos, respecto a la pertenencia a los siete organismos de la Carta Internacional de Derechos Humanos, que incluyen al Comité de Derechos Humanos (HRC), Guinea-Bisáu ha firmado o ratificado:
| Guinea-Bisáu | Tratados internacionales | Tratados internacionales | Tratados internacionales    | Tratados internacionales    | Tratados internacionales    | Tratados internacionales    | Tratados internacionales | Tratados internacionales | Tratados internacionales    | Tratados internacionales    | Tratados internacionales | Tratados internacionales | Tratados internacionales    | Tratados internacionales    | Tratados internacionales | Tratados internacionales    | Tratados internacionales  | Tratados internacionales  |
| --- | --- | ------------------------ | --------------------------- | --------------------------- | --------------------------- | --------------------------- | ------------------------ | ------------------------ | --------------------------- | --------------------------- | ------------------------ | ------------------------ | --------------------------- | --------------------------- | ------------------------ | --------------------------- | ------------------------- | ------------------------- |
| Guinea-Bisáu | CESCR | CESCR                    | CCPR                        | CCPR                        | CCPR                        | CERD                        | CED                      | CEDAW                    | CEDAW                       | CAT                         | CAT                      | CRC                      | CRC                         | CRC                         | CRC                      | MWC                         | CRPD                      | CRPD                      |
| Guinea-Bisáu | CESCR | CESCR-OP                 | CCPR                        | CCPR-OP1                    | CCPR-OP2-DP                 | CERD                        | CED                      | CEDAW                    | CEDAW-OP                    | CAT                         | CAT-OP                   | CRC                      | CRC-OP-AC                   | CRC-OP-SC                   | CRC-OP-CP                | MWC                         | CRPD                      | CRPD-OP                   |
| Pertenencia | Guinea-Bisáu ha reconocido la competencia de recibir y procesar comunicaciones individuales por parte de los órganos competentes. | Sin información.         | Firmado pero no ratificado. | Firmado pero no ratificado. | Firmado pero no ratificado. | Firmado pero no ratificado. | Sin información.         | Firmado y ratificado.    | Firmado pero no ratificado. | Firmado pero no ratificado. | Sin información.         | Firmado y ratificado.    | Firmado pero no ratificado. | Firmado pero no ratificado. | Sin información.         | Firmado pero no ratificado. | Ni firmado ni ratificado. | Ni firmado ni ratificado. |
| Firmado y ratificado, firmado, pero no ratificado, ni firmado ni ratificado, sin información, ha accedido a firmar y ratificar el órgano en cuestión, pero también reconoce la competencia de recibir y procesar comunicaciones individuales por parte de los órganos competentes. | |                          |                             |                             |                             |                             |                          |                          |                             |                             |                          |                          |                             |                             |                          |                             |                           |                           |

### Defensa

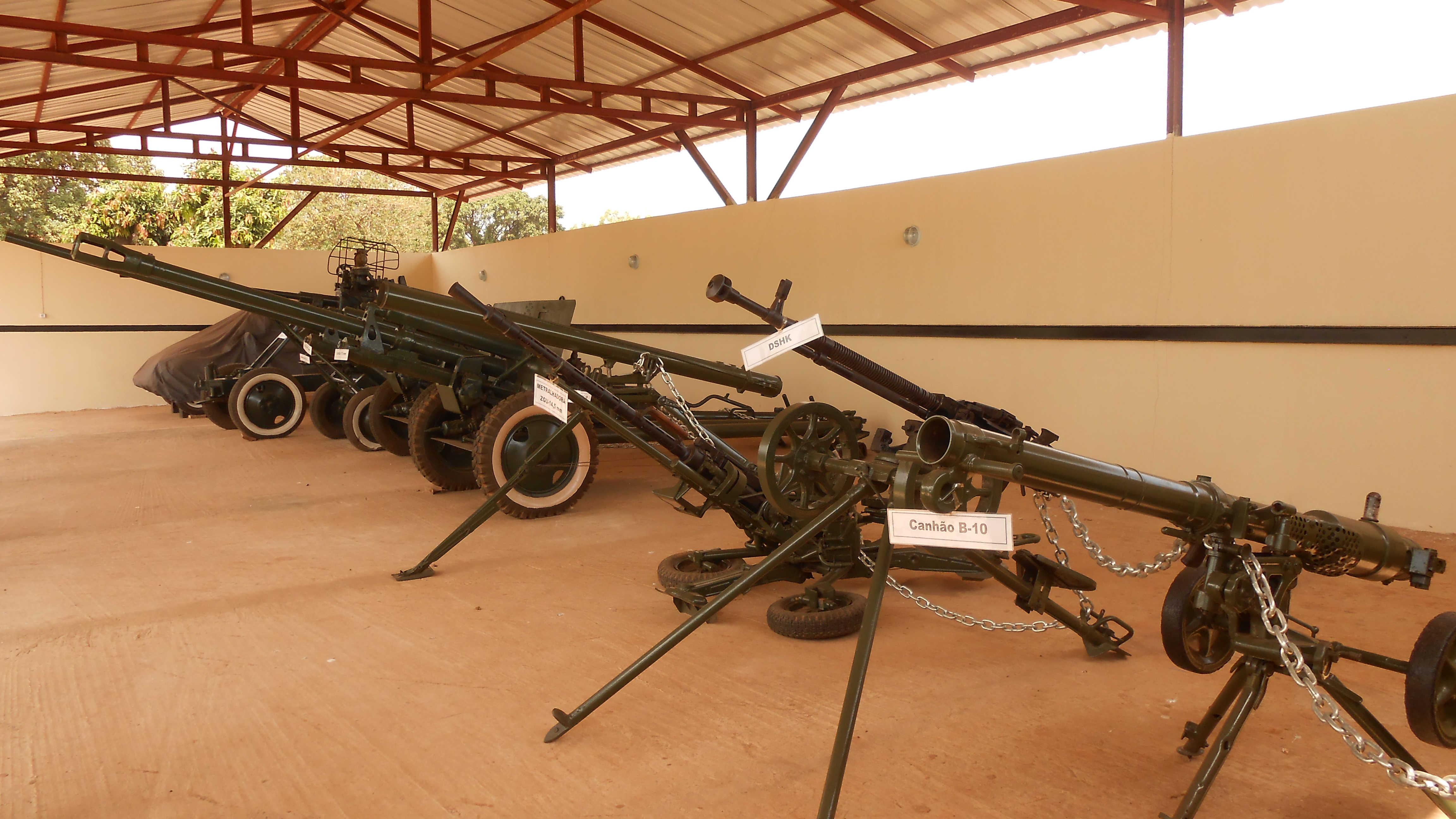
Cañones exhibidos en el Museo Militar de la Lucha para la Liberación Nacional (Museu Militar da Luta de Libertação Nacional)

Las Fuerzas Armadas Revolucionarias del Pueblo (en portugués: Forças Armadas Revolucionárias do Povo) o FARP son los militares nacionales de Guinea-Bissau. Esta institución está formada por un Ejército, una Marina, una Fuerza Aérea y fuerzas paramilitares. Un censo del Programa de las Naciones Unidas para el Desarrollo (PNUD) de 2008 estimó que las Fuerzas Armadas contaban con unos 4000 efectivos. Una cifra anterior del World Fact Book de la CIA era de 9.250. El World Fact Book también estimó el gasto militar en $9 460 000 (nueve millones cuatrocientos sesenta mil dólares), y el gasto militar como porcentaje del PIB en un 3,1 %.
El World Fact Book también informa de que la edad y la obligación del servicio militar es de 18 a 25 años para el servicio militar obligatorio selectivo; 16 años o menos con el consentimiento de los padres, para el servicio voluntario (2009).
La multitud de pequeñas islas en alta mar y un ejército capaz de eludir al gobierno con impunidad la han convertido en un punto de transbordo favorito para la droga hacia Europa. Los aviones lanzan cargas en las islas o cerca de ellas, y las lanchas rápidas recogen los fardos para enviarlos directamente a Europa o a tierra firme. El entonces jefe de la ONU, Ban Ki-moon, pidió que se sancionara a los implicados en el tráfico de drogas de Guinea-Bissau.
El exjefe de la Fuerza Aérea, Ibraima Papa Camara, y el exjefe de la Marina, Jose Americo Bubo Na Tchuto, han sido nombrados «capos de la droga».

## Organización territorial

Principales ciudades (hab)
Bissau (404 119)
Bafatá (22 899)
Gabú (14 727)
Bissora (12 827)
Bolama (10 803)
Cacheu (10 584)
Catió (10 115)

Para su administración política, Guinea-Bisáu está dividida en ocho regiones (regiões) y un sector autónomo (sector autónomo). Estos a su vez están subdivididos en treinta y siete sectores. Las regiones son:

Mapa de las regiones de Guinea-Bissau

| - Bafatá - Biombo - Bisáu* - Bolama - Cacheu - Gabu - Oio - Quinara - Tombali * sector autónomo |

## Geografía

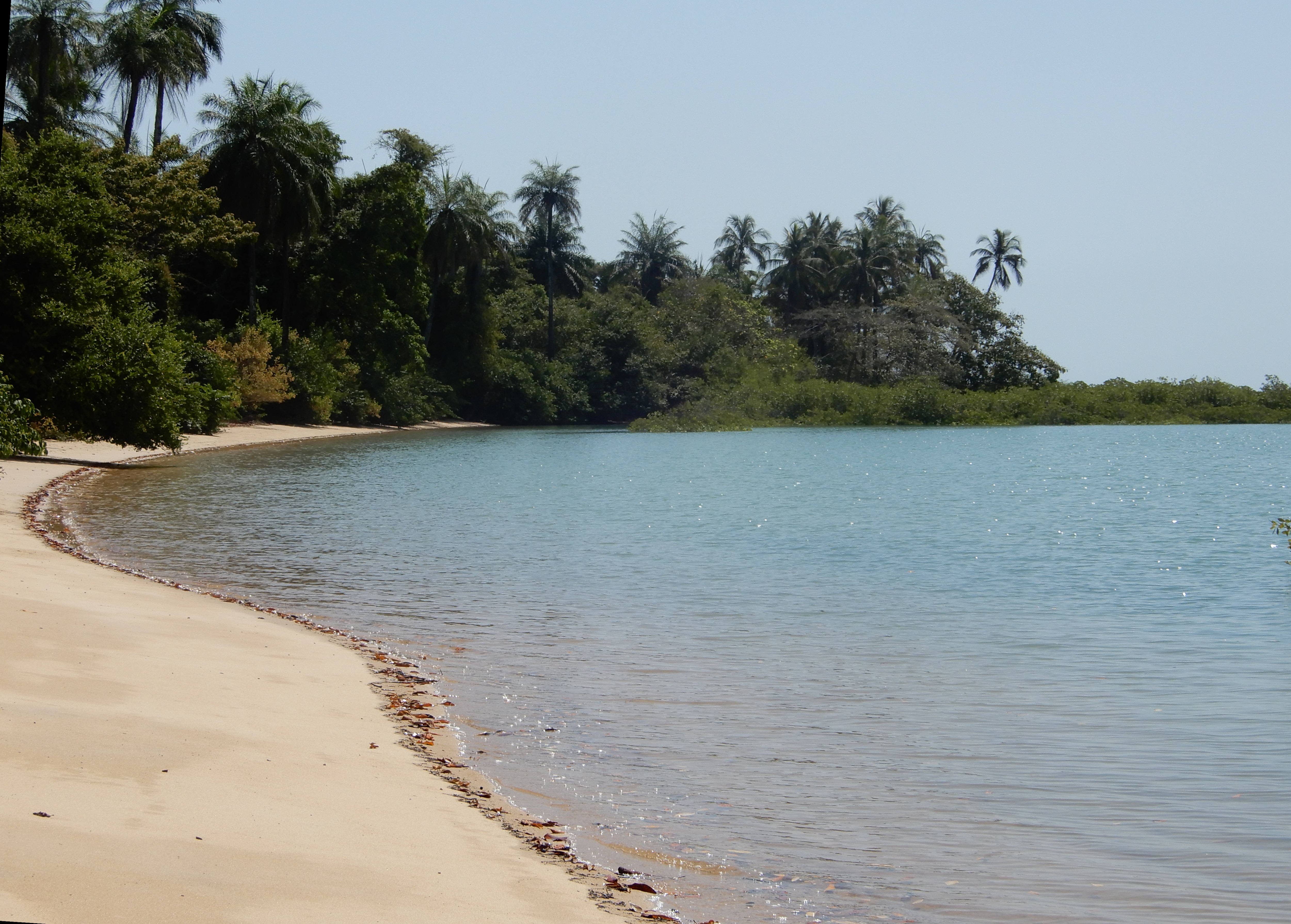
Playa de Ofir, Guinea-Bisáu

Guinea-Bisáu ocupa una superficie de 36 125 km². Es un país muy llano en el que ningún punto del mismo sobrepasa los 300 metros de altitud. Se encuentra atravesado por multitud de ríos (Cacheu, Corubal y Geba) y tiene unas estupendas playas en la costa atlántica. Asimismo, en su litoral marítimo se encuentran una serie de archipiélagos pertenecientes al país.
Guinea-Bisáu limita al norte con Senegal, al sur y al este con Guinea y al oeste con el océano Atlántico, con un litoral de alrededor de 350 km y donde se hallan sus islas Bijagós.

### Ubicación
Guinea-Bissau se encuentra en el oeste de África Occidental y en la llamada Alta Guinea, entre los 13° y 17° de longitud oeste y los 11° y 12° de latitud norte. Al norte, la república limita con Senegal (frontera común de unos 338 km), y al este con Guinea (frontera común de unos 386 km). La longitud total de la frontera es de 724 km, más 350 km de costa. Con una superficie total de 36 125 km² (28 120 km² de superficie terrestre y 8005 km² de superficie acuática), el país es un 10 % más pequeño que Suiza, con una superficie comparable a la de Taiwán. Las coordenadas geográficas de la capital, Bissau, son 11°50′ de latitud norte y 15°36′ de longitud oeste.

### Paisajes
Al interior predominantemente plano le sigue una franja costera con una zona pantanosa, fuertemente accidentada por la erosión marina. La montaña más alta es Madina do Boé, con 262 m s. n. m.. Los ríos más importantes son el río Gêba, el río Cacheu y el río Corubal.

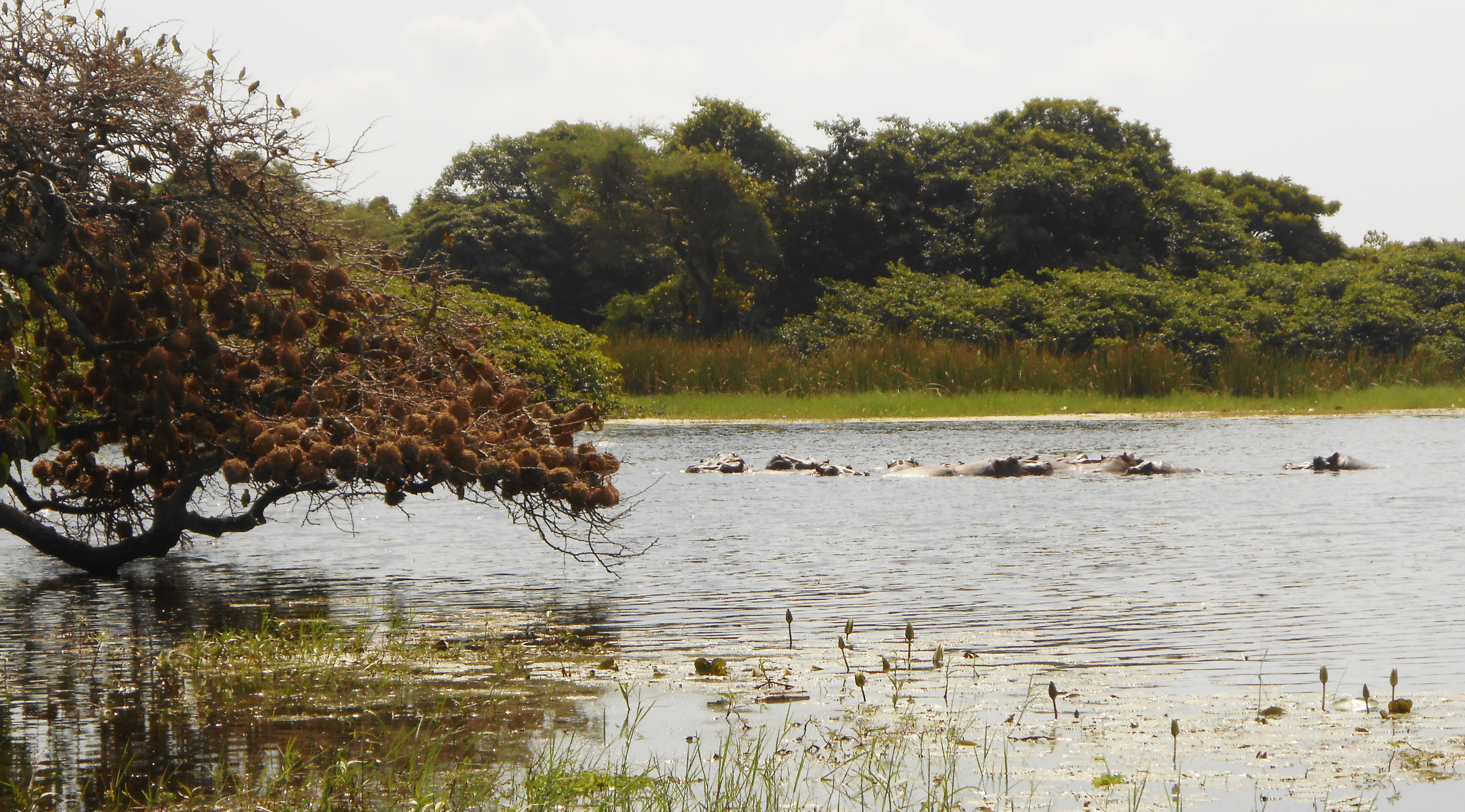
Parque nacional Orango

El archipiélago de los Bissagos (Arquipélago dos Bijagós) se encuentra frente a la costa del continente, en el Océano Atlántico, con las islas más importantes del país: Ilha de Orango, Caravela, Bubaque, Roxa, Bolama, Uno y Formosa.

### Ecología
El WWF divide el territorio de Guinea-Bisáu en dos ecorregiones:
- Manglar guineano, en la costa oeste.
- Mosaico de selva y sabana de Guinea, en el interior.

### Clima
Guinea-Bisáu cuenta con un clima cálido durante todo el año y tiene pocas variaciones en su temperatura, que en promedio llega a los 26,3 °C. La precipitación promedio para Bisáu es de 2024 mm, aunque casi toda esta cantidad cae durante la estación lluviosa, la cual abarca desde junio hasta septiembre u octubre. Desde diciembre hasta abril, el país experimenta una sequía.

### Fauna
Las reservas naturales tienen una rica variedad de fauna protegida y el país es uno de los centros más importantes para la observación de aves en todo el mundo, principalmente en la zona de Cacheu donde se identificaron 248 variedades de aves en 2014 y en las Lagunas de Cufada. El Archipiélago de Bijagós también es muy rico en aves y especies marinas raras. Los manglares, como zona de estuario y área de reproducción, cuentan con una amplia biodiversidad. Hay alrededor de 374 especies de aves.

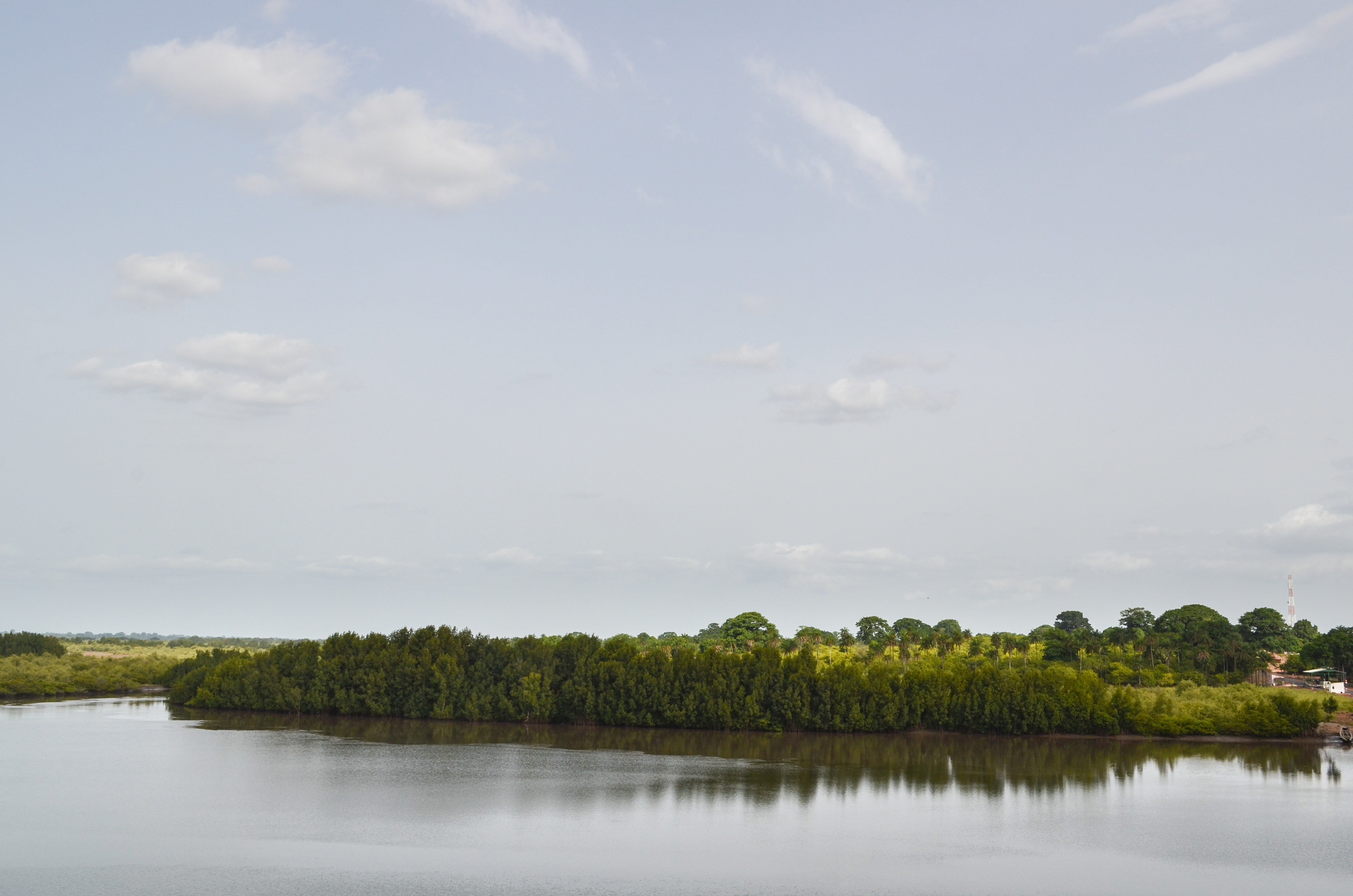
Rio Farim-Cacheu, São Vicente, Guinea-Bisáu

En Guinea-Bissau existen también cerca de 230 especies de peces, crustáceos y moluscos, 10 especies de murciélagos e cerca de 85 reptiles distintos.

### Flora
La diversidad de flora está adaptada a la caracterización geográfica y del suelo. Las florestas constituyen una real barrera contra el fenómeno de la desertificación, la degradación de los suelos y la sedimentación de las cuencas hidrográficas, apoyan la agricultura y producen madera, leña, carbón de leña, caza y productos forestales no maderables como la miel, frutas, raíces, tubérculos, hierbas medicinales, vino y aceite de palma y muchos otros bienes que en Guinea-Bissau son esenciales. Sin embargo, la presión demográfica, los cambios climáticos, la intervención humana con quemas, la extracción masiva de maderas consideradas nobles, el monocultivo de mancarra (cacahuete), el arroz y el anacardo vienen modificando la flora (y la fauna) de Guinea-Bissau. Sin embargo, podemos observar diversos tipos de paisaje muy diferentes. A lo largo de los ríos se observan los manglares que pueden ir hasta los 10 metros.
Las plantas en Guinea-Bissau, como todos sus elementos naturales, tienen una importancia extrema no solamente como materia prima y medio de subsistencia, pero también en sus propias manifestaciones culturales y en la medicina tradicional. La literatura científica calcula la existencia de cerca de 900 plantas diferentes en Guinea-Bissau, de las cuales unas 128 se utilizan en remedios tradicionales, 76 son consumidas por el hombre y 86 se utilizan en el pastoreo y producción de productos de artesanía.

### Agua
Guinea-Bissau es uno de los países con más lluvias de África, a pesar de una estación seca bastante larga. Las precipitaciones alimentan los ríos, a menudo abundantes.
Según Aquastat, la precipitación media anual es de 1577 mm, lo que significa que para una superficie de 36 120 km², el volumen anual de precipitaciones es de 56,96 km³ (kilómetros cúbicos), redondeado a 57 km³ (comparado, por ejemplo, con los 78,597 km³ de Portugal, que es 2,6 veces mayor, o los 25,84 km³ de Bélgica, que es ligeramente menor).
De este volumen precipitado, la evapotranspiración consume 41 km³. Esto deja 16 km³ de recursos producidos dentro del país (internamente). Además, el país recibe una cantidad importante de agua adicional de los países vecinos (principalmente de Guinea a través del río Corubal, pero también de Senegal a través del río Geba), que asciende a 15 km³. El total de recursos hídricos anuales del país asciende, por tanto, a 31 km³ (1 km³ = 1 000 000 000 m³ —mil millones de metros cúbicos—).
La cantidad de agua disponible (que incluye todos los recursos creados internamente, más las posibles aportaciones externas) es, por tanto, de 31 km³ al año, es decir, para una población estimada en 1 700 000 habitantes en 2008, no menos de 18 000 m³ por habitante y año.

### Áreas protegidas
Las áreas protegidas de Guinea-Bissau representan el 26,3% del territorio nacional e incluyen varias tipologías de conservación. La mayoría de las áreas protegidas son gestionadas por el Instituto de Biodiversidad y Áreas Protegidas (IBAP). Los 6 parques nacionales son:
- Parque nacional de Varela
- Parque nacional de Orango
- Parque nacional de Dulombi
- Parque nacional de Cantanhez

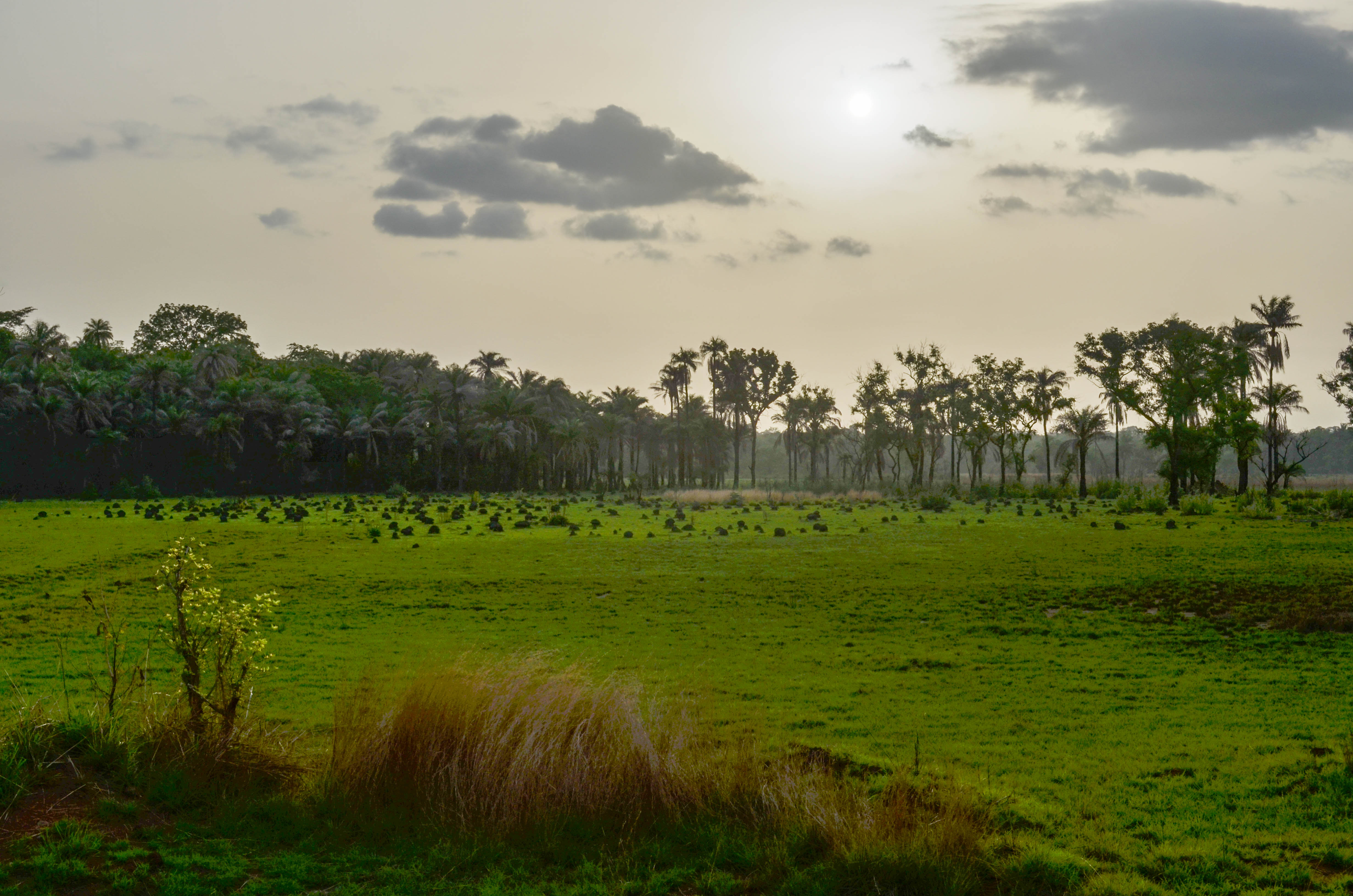
Paisaje de Planicies de Guinea Bisáu

- Parque nacional de Boé (Dulombi - Boé I y Dulombi - Boé II)
- Parque nacional de Cufada

Hay 2 parques naturales:
- Parque natural de los Tarrafes del Río Cacheu
- Parque natural de las Lagunas de Cufada

Hay 6 monumentos naturales:
- Fuente de agua caliente de Cofra
- Rocas de Nhampassare
- Muro de Canjadude
- Montaña de la independencia
- Cueva sagrada de Cabuca
- Los rápidos de Cusselinta

Hay 5 reservas forestales:
- Reserva forestal de Sumbundo
- Reserva forestal de Canquelifa
- Reserva forestal de Dungal
- Reserva forestal de Mansoa
- Reserva forestal de Salifo

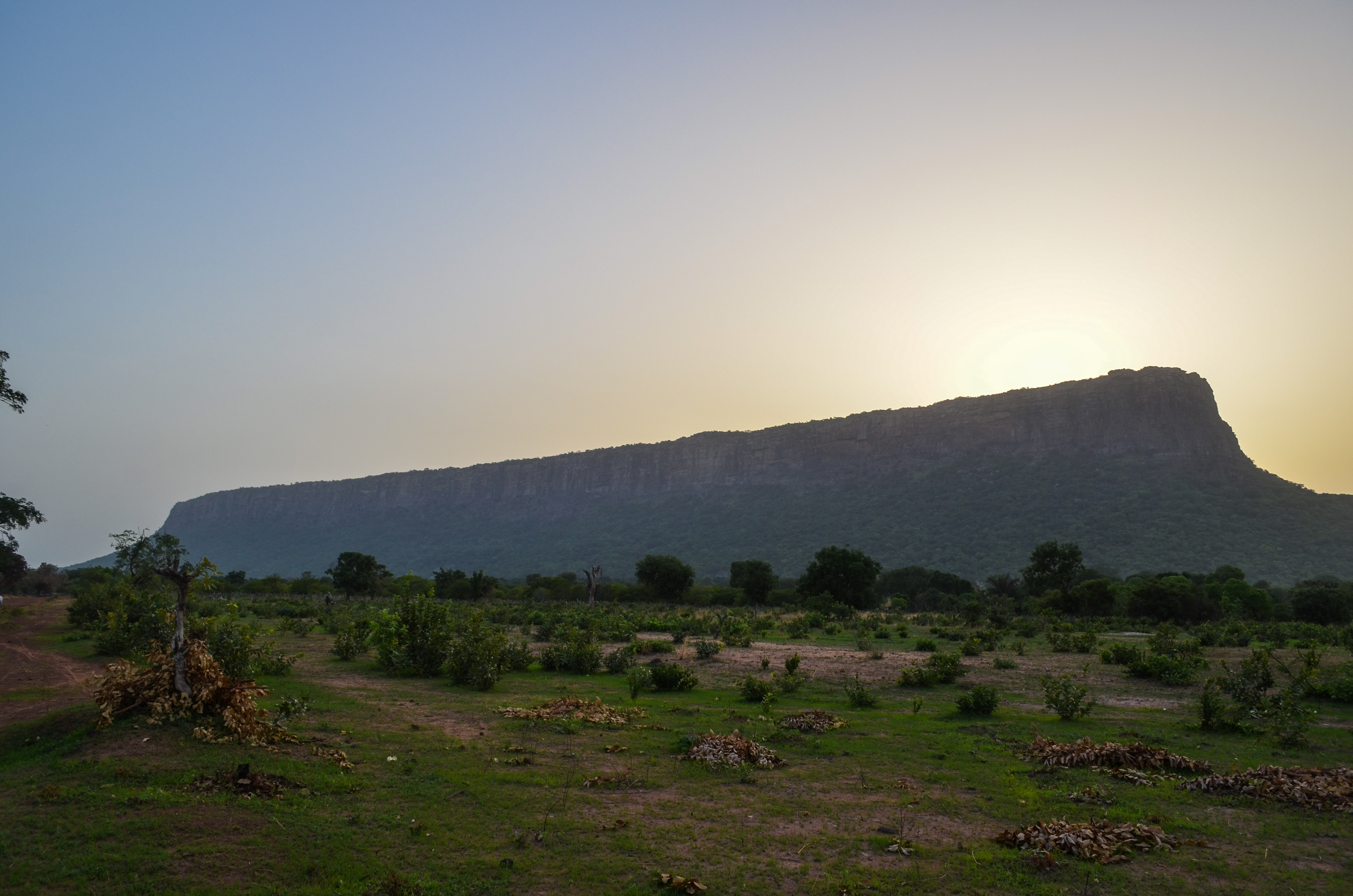
Formaciones montañosas en Guinea Bisáu

Destacan la Reserva de la Biosfera del Archipiélago de Bijagós, el parque nacional Marino de João Vieira y Poilão y el Área Marina Protegida Comunitaria de las Islas Formosa, Nago y Chediã (UROK).

## Economía

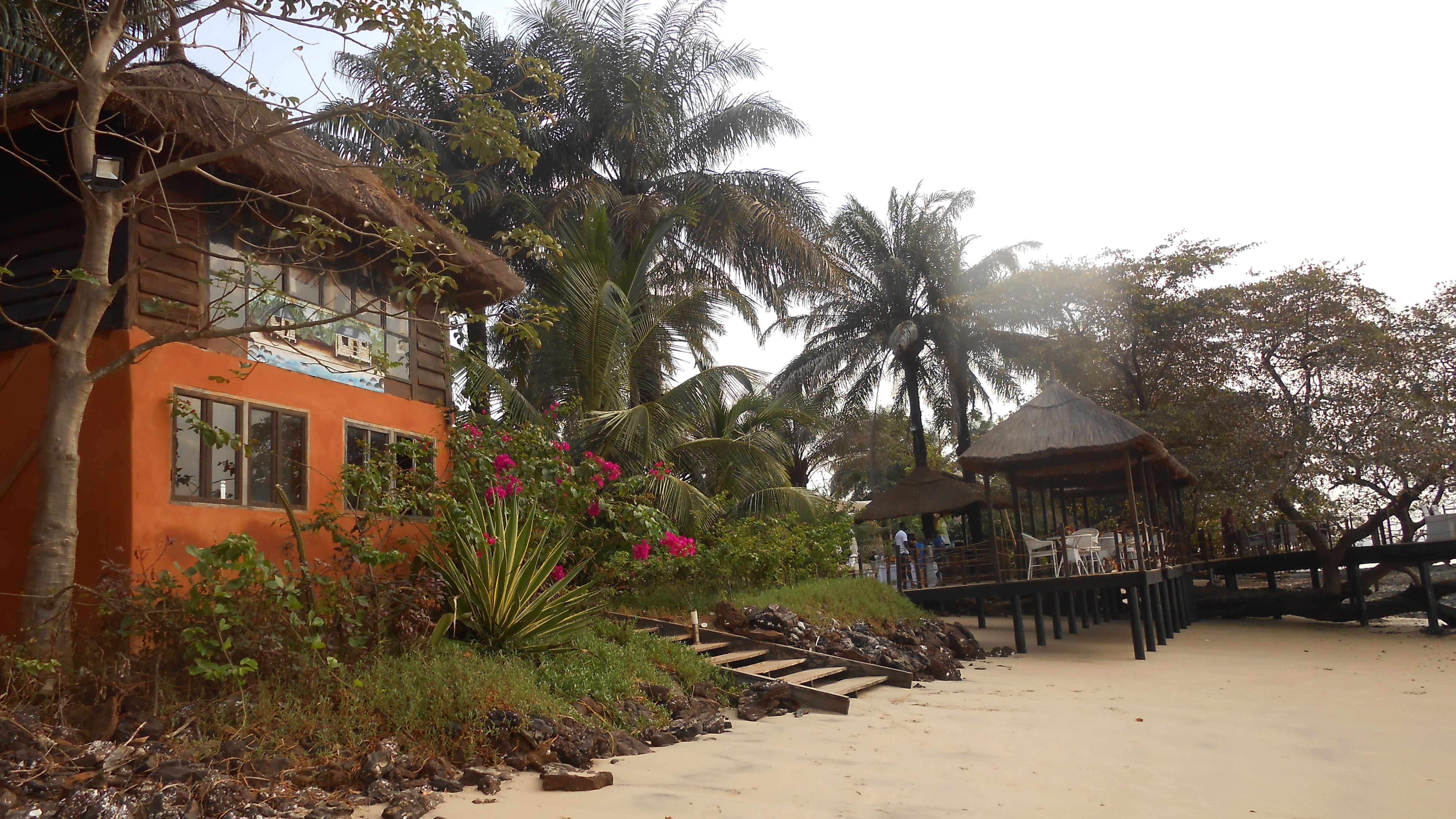
Un Hotel en las Islas Bijagós.

Guinea-Bisáu era un país muy bien organizado antes de la guerra civil de 1999; ahora se encuentra bajo un programa de estructura económica después de conocer grandes avances a nivel económico en 2006, 2007 y 2008. Su economía, basada en la agricultura y la pesca, fue muy afectada por la guerra civil que tuvo lugar en 1998-1999. Tiene una deuda externa de US$921 000 000 (novecientos veintiún millones de dólares estadounidenses), y se encuentra bajo un programa de ajuste estructural del FMI.

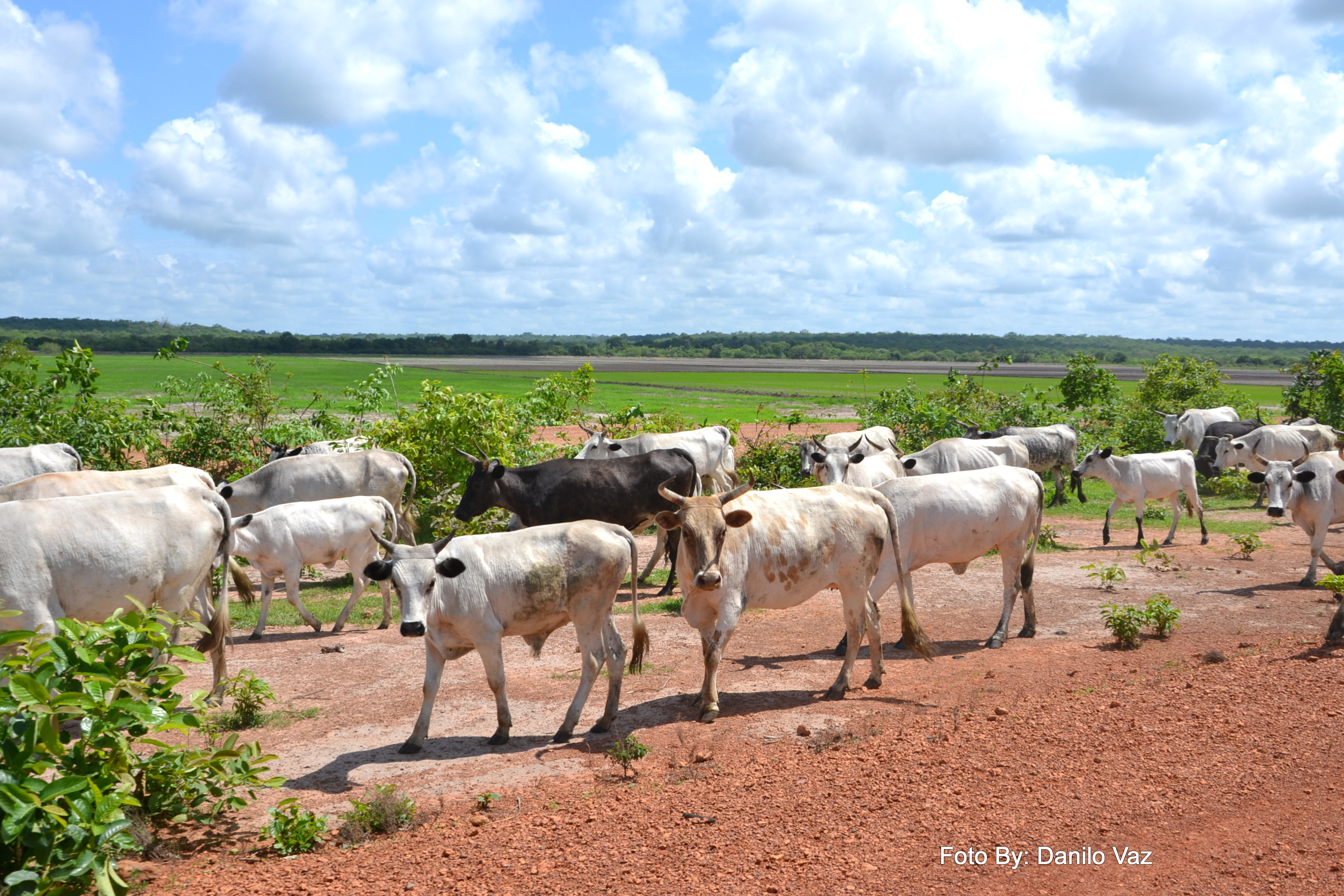
Ganado en la Reserva Agrícola del Río Geba

Una fuente de ingreso muy importante del país es la producción de nueces de cajú, con un volumen de exportación de 90 000 toneladas anuales. En enero de 2005, el gobierno anunció que una plaga de langosta estaba amenazando la producción y que no se contaban con los fondos para poder combatirla.
Guinea-Bisáu sostiene una economía de supervivencia basada en la agricultura y ganadería. Con algo más de 350 000 ha cultivadas, la producción se destina básicamente al consumo local: arroz, nuez de palma, coco, maíz y sorgo. La producción de cacahuetes se destina fundamentalmente a la exportación. La ganadería está muy desarrollada, destacando la porcina y ovina.
El 30 % del territorio está ocupado por bosques, lo que permite la explotación de la madera y el caucho.
La actividad industrial relevante en Guinea-Bisáu es el tratamiento de los productos agrícolas, producción de cerveza, y petróleo en la zona de explotación conjunta con Senegal, tiene grandes reservas sin explorar de bauxita y fósforo que comenzaron a ser exploradas en 2010.
La emisión de sellos postales, principalmente destinada al coleccionismo, es también una importante fuente de ingreso para su economía.
Guinea-Bissau se encuentra en la posición 177 de un total de 187 países, según el Informe para el Desarrollo Humano del Programa de Naciones Unidas para el Desarrollo, de 2014. Aproximadamente, el 48,9 % de la población vive en la pobreza extrema, con menos de 1,25 dólares al día, con una tasa de inflación de alrededor del 9,4 % y una tasa de alfabetización solamente de 43,7 %. El desempleo se sitúa en el 10,5 %, pero muchos de estos empleados se encuentran en situación de subempleo en las actividades primarias, que representan el 82 % de la fuerza laboral, mientras que los restantes 18 % se dedican a los sectores secundario y terciario

## Infraestructura

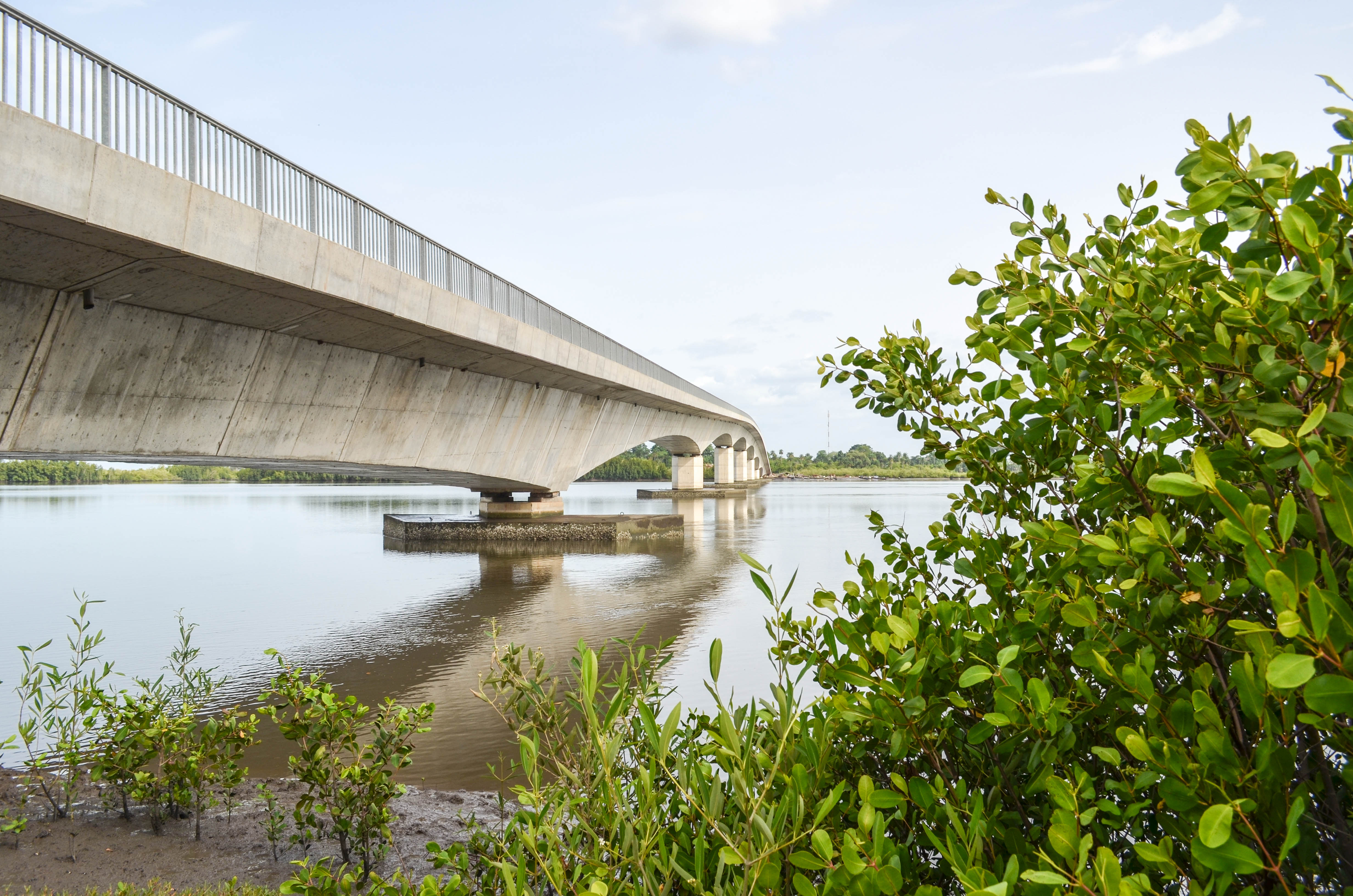
Puente de São Vicente, sobre el río Cacheu.

La red de caminos de Guinea-Bisáu se encuentra poco desarrollada. En 2002, de los 3455 km de caminos que existían, solo 965 km se encontraban pavimentados. El transporte marítimo es muy importante para el país, debido a los ríos navegables con los que cuenta y al número de islas que lo conforman. La capital, Bisáu, es el principal puerto por número de pasajeros y cantidad de mercancía que pasa por la ciudad. El Aeropuerto Internacional de Bisáu es el principal aeropuerto del país y cuenta con vuelos que la conectan con otras ciudades importantes de África occidental.
En 2010, el país consumió alrededor de 62 000 000 kWh (sesenta y dos millones de kilovatios-hora), prácticamente toda esta electricidad se producía mediante la quema de combustibles fósiles. Se piensa que la hidrografía de su territorio podría aprovecharse con plantas hidroeléctricas para cubrir la demanda energética nacional e incluso exportar algo de esta electricidad.
Existe una estación de radio y una de televisión de carácter público y controladas por el gobierno: Radiodifusão Nacional de Guiné-Bissau y Televisão Experimental, respectivamente. El principal diario del país, Voz da Guiné, también es propiedad del gobierno y tiene una circulación mayor a 6000 ejemplares diarios. La telefonía móvil y el Internet han ganado terreno desde principios del siglo XXI: en 2012 había más de 1,1 millones de teléfonos móviles activos y más de 37 000 usuarios de Internet.
El código internacional de Guinea-Bissau es (+245). Hoy en día no existe en el país una red fija de teléfono —que era operada por Guiné Telecom— y sólo existe la red móvil. Hay dos operadores de teléfono móvil que cubren gran parte del territorio —Orange y MTN— y que también suministran la red de Internet. Recientemente se inició la cobertura 3G en pequeñas partes del país e incluso 4G en Bissau. La Internet, a pesar de todo el progreso, sigue siendo lenta y tiene a veces algunas fallas. En la Praça dos Heróis Nacionais y en el Jardín Titina Silá se puede acceder a una red Wi-Fi gratuita. Hay varios cibercafés en Bissau y en los centros urbanos del país.

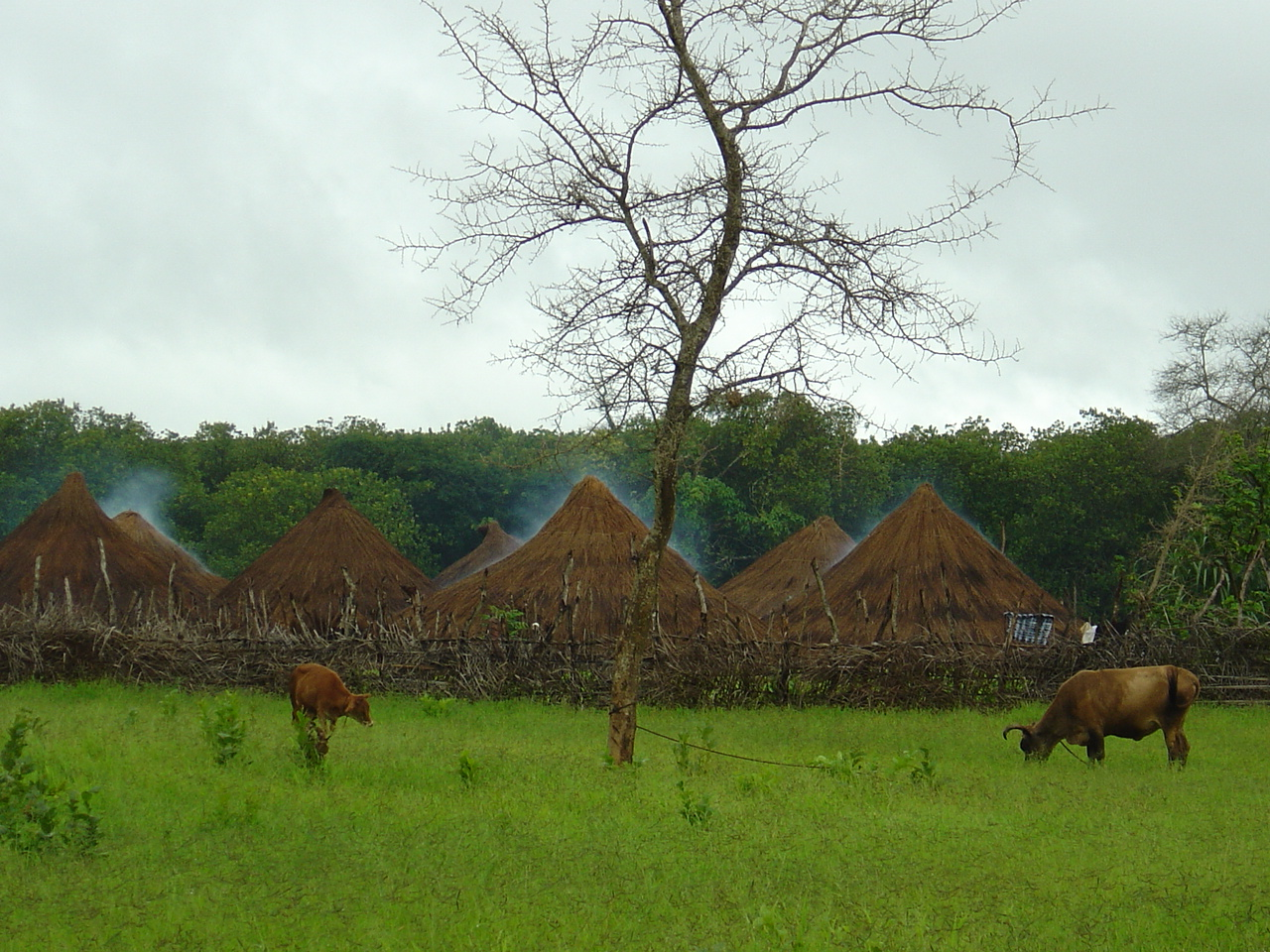
Casas tradicionales de las zonas rurales de Guinea-Bisáu.

## Demografía
La población de Guinea-Bisáu es étnicamente diversa, con múltiples idiomas, costumbres y diferentes estructuras sociales. Casi el 99 % de los guineanos son negros y se pueden dividir en las siguientes tres categorías: los hablantes de fula y mandinga, que constituyen la porción más amplia de la población y están concentrados en el norte y noreste; los balanta y papel, que viven en las regiones costeras del sur; y los manjaco y mancanha, que ocupan las áreas costeras centrales y del norte. La mayoría del grupo restante son mestiços de ascendencia portuguesa y negra, incluyendo una minoría caboverdiana. Los portugueses puros constituyen solo una porción pequeña de los guineanos, y hay una pequeña comunidad de origen chino, llegada principalmente de Macao.
Muchos colonos portugueses dejaron el país después que Guinea-Bisáu obtuviera la independencia. Solamente el 14 % de la población habla el portugués, el idioma oficial, el porcentaje más bajo de toda la lusofonía. El 44 % de la población habla el crioulo, basado mucho en el idioma portugués y el resto, idiomas nativos africanos, como badjara, balanta-kentohe, basary, pulaar, bayote, bainoukgunyuno, biafada, bidyogo, cassanga, ejamat, kobiana, mancanha, mandinga, mandjak, mansoanka, nalu, pepel y soninke.

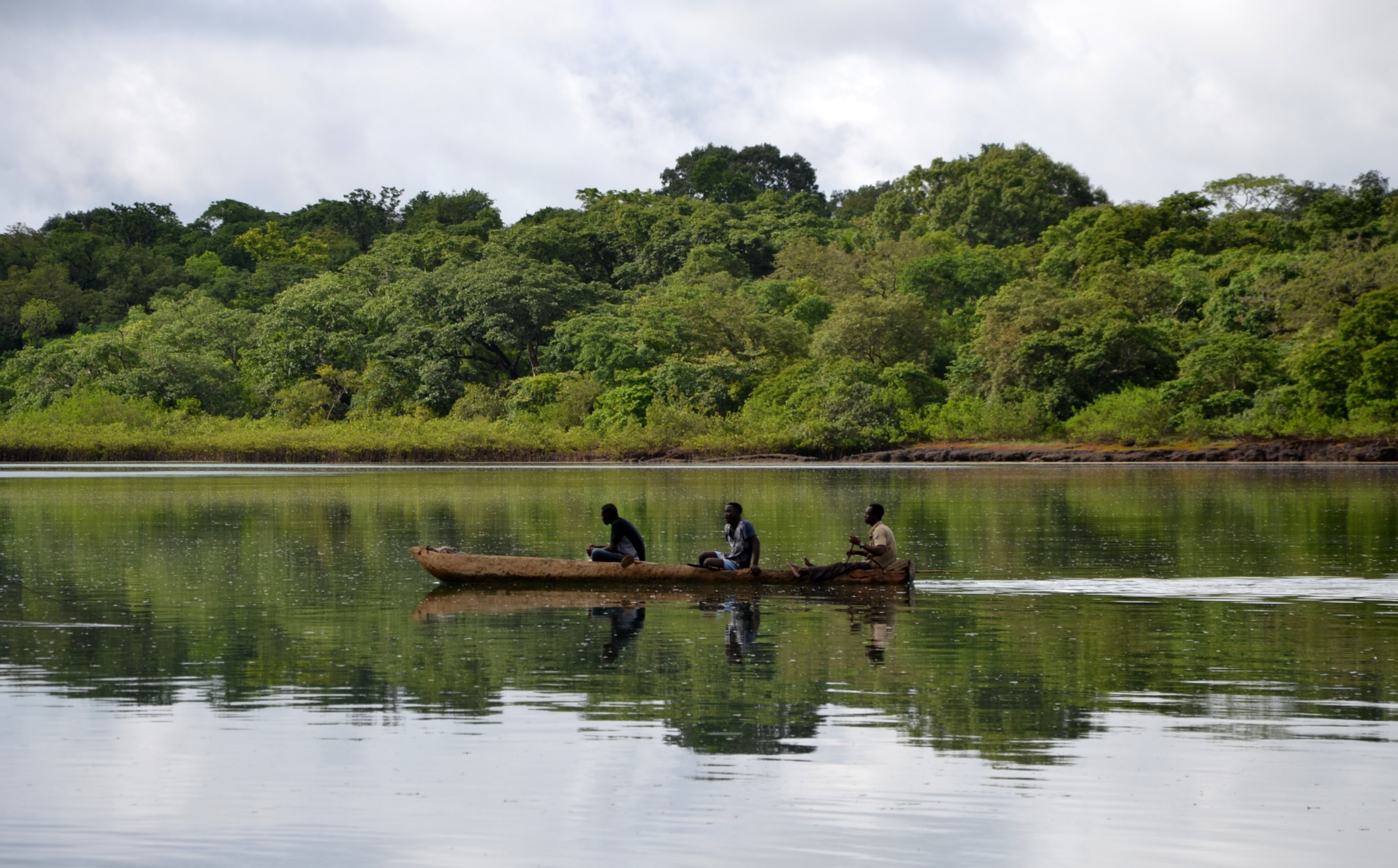
Guineanos en el río Buba

Otra constante en el país es la emigración, tanto para buscar unas mejores condiciones de vida como para huir de los problemas políticos que vive el país en los últimos años. Europa, y sobre todo Portugal, es el destino más habitual de los guineanos que abandonan el país. Según estimaciones de 2013, cinco de las localidades más pobladas de Guinea-Bisáu superaban los 10 000 residentes. Estas incluyen: la capital Bisáu (431 082 habitantes), Gabú (39 753), Bafatá (36 766), Canchungo (17 364) y Farim (10 656). El idioma oficial es el portugués, y es el idioma de la televisión, la radio y todos los medios de comunicación, el sistema de educación, la aplicación de la ley, los tribunales y el gobierno.
Evolución demográfica
- 1991: 983 367 habitantes
- 1998: 1 206 311 habitantes
- 2006: 1 460 253 habitantes

### Salud
La Organización Mundial de la Salud (OMS) estima que hay menos de cinco médicos por cada grupo de 100 000 habitantes en el país. La prevalencia de la infección por VIH entre la población adulta es del 1,8 %, y solamente el 20 % de las mujeres embarazadas infectadas reciben cobertura antirretroviral. Los casos de malaria son aún más elevados, ya que el 9 % de la población declara estar infectada, y es una causa específica de mortalidad casi tres veces superior a la del sida. En 2008, menos de la mitad de los niños menores de cinco años dormían bajo mosquiteras o tenían acceso a antimaláricos.
La esperanza de vida al nacer ha aumentado desde 1990, pero sigue siendo baja. Según la OMS, la esperanza de vida de un niño nacido en 2008 era de 49 años. A pesar de la reducción de los casos en los países vecinos, en noviembre de 2012 se registraron índices de cólera, con 1500 casos registrados y 9 muertes. Un brote de cólera en 2008 en Guinea-Bisáu afectó a 14 222 personas y mató a otras 225.
En junio de 2011, el Fondo de Población de las Naciones Unidas publicó un informe sobre el estado de la partería en el mundo, con datos sobre el personal y las políticas relacionadas con la mortalidad neonatal y materna en 58 países. En este informe se presentó que en 2010, la tasa de mortalidad materna por cada 100 000 nacimientos es de 1000, en Guinea-Bisáu.

### Educación

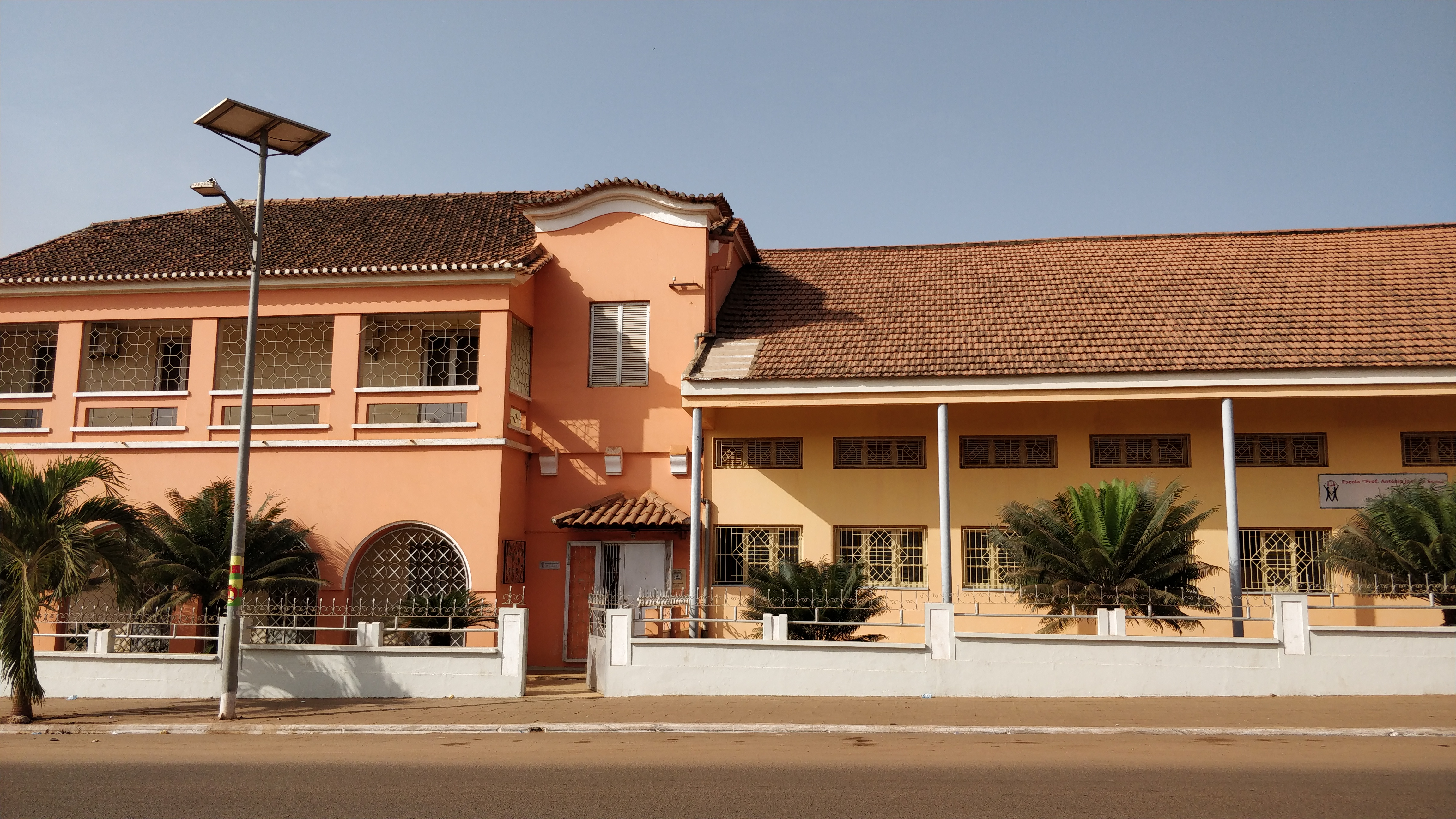
Escuela Franciscana en Bisáu

La enseñanza es obligatoria de los 7 a los 13 años de edad. La enseñanza preescolar para los niños de entre 3 y 6 años de edad es optativa y se encuentra en sus primeras etapas. Hay cinco niveles de enseñanza: preescolar, enseñanza básica elemental y complementaria, enseñanza secundaria general y complementaria, enseñanza secundaria general, enseñanza técnica y profesional y enseñanza superior (universitaria y no universitaria). La educación básica está en proceso de reforma, y ahora forma un ciclo único, que comprende 6 años de educación. La enseñanza secundaria está muy extendida y hay dos ciclos (7.º a 9.º curso y 10.º a 11.º curso). La educación profesional en las instituciones públicas no está operativa, sin embargo, se han abierto ofertas de escuelas privadas, como el Centro de Formação São João Bosco (desde 2004) y el Centro de Formação Luís Inácio Lula da Silva (desde 2011).
La educación superior es limitada y la mayoría prefiere formarse en el extranjero, y los estudiantes prefieren matricularse en Portugal. Hay varias universidades, entre las que se encuentra una Facultad de Derecho con autonomía institucional, así como una Facultad de Medicina
El trabajo infantil es muy común. La matrícula de los niños es mayor que la de las niñas. En 1998, la tasa bruta de matriculación en la enseñanza primaria era de 53,5 %, siendo mayor la de los varones (67,7 %) que la de las mujeres (40 %).
La educación no formal se centra en las escuelas comunitarias y en la enseñanza de adultos. En 2011, la tasa de alfabetización se estimó en 55,3 % (68,9 % hombres y 42,1 % mujeres).

### Religión

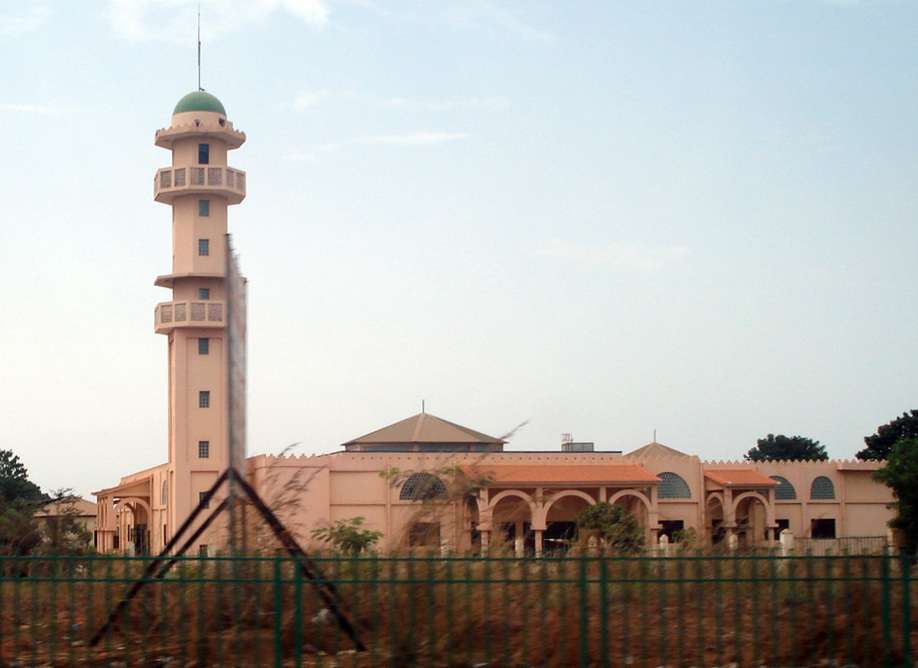
Mezquita en Bisáu

Existen informes contradictorios sobre la demografía religiosa. En 2008, el CIA World Factbook calcula que el 45,1 % de la población es musulmana, el 22,1 % cristiana, el 14,9 % animista, el 2 % no profesa ninguna religión y el 15,9 % no está especificada.
En 2010, una encuesta de Pew Research determinó que la afiliación principal de la población es de un 45,1 % de musulmanes, un 19,7 % de cristianos, un 30,9 % de religión popular y un 4,3 % de otras afiliaciones.
Un estudio de Pew-Templeton de 2015 afirma una distribución diferente en 2010, consistente en un 45,1 % de musulmanes, un 30,9 % de religiones populares, un 19,7 % de cristianos y un 4,3 % de no afiliados.
Según otro informe de Pew, relativo a la identidad religiosa entre los musulmanes, se determinó que en Guinea-Bisáu no existe una identidad sectaria predominante. En esta misma categoría estaban otros países subsaharianos como Tanzania, Uganda, Liberia, Nigeria y Camerún. Otras naciones del mundo declararon ser predominantemente sólo musulmanas, mezcla de suníes y chiíes, o predominantemente suníes. Esta investigación de Pew también afirmó que los países de este estudio específico que declararon no tener ninguna identidad sectaria dominante clara se concentraban en su mayoría en el África subsahariana. Otro informe de Pew, El futuro de las religiones del mundo, predice que entre 2010 y 2050 el islam aumentará su porcentaje de población en Guinea-Bissau.
Muchos residentes practican formas sincréticas de fe islámica y cristiana, combinando sus prácticas con las creencias tradicionales africanas. Los musulmanes dominan el norte y el este y están relacionados con las etnias fula, biafada y mandinga, mientras que los cristianos dominan el sur y las regiones costeras, siendo la religión de las etnias balanta, pepel, manjaco o bijagó. La Iglesia católica se lleva la mayor parte de la comunidad cristiana.

### Lenguas
A pesar de ser un país pequeño, Guinea-Bisáu tiene varios grupos étnicos muy distintos entre sí, con sus propias culturas y lenguas. Esto se debe a que Guinea-Bisáu es un territorio de refugiados y migración dentro de África. La colonización y el mestizaje trajeron el portugués y el criollo portugués conocido como kriol o crioulo.
Aunque es la única lengua oficial de Guinea-Bisáu desde la independencia, el portugués estándar se habla sobre todo como segunda lengua, con pocos hablantes nativos, y su uso se limita a menudo a las élites intelectuales y políticas. Es la lengua del gobierno y de la comunicación nacional, como herencia de la dominación colonial. La enseñanza desde la primaria hasta la superior se realiza en portugués, aunque solamente el 67 % de los niños tienen acceso a la educación formal. Los datos indican que el número de hablantes de portugués oscila entre el 11 y el 15 %. En el último censo (2009), el 27,1 % de la población declaró hablar un portugués no criollo (el 46,3 % de los habitantes de las ciudades y el 14,7 % de la población rural, respectivamente) El criollo portugués es hablado por el 44 % de la población y es efectivamente la lengua franca entre los distintos grupos para la mayoría de la población. Sin embargo, se están produciendo procesos de decrecimiento, debido a que está sufriendo la interferencia del portugués estándar y el criollo forma un continuo de variedades con la lengua estándar, las más lejanas son los basilectos y las más cercanas, los acrolectos. En Guinea-Bissau existe un continuo de criollos y la variedad crioulo «leve» (criollo «suave») está más cerca de la norma de la lengua portuguesa.

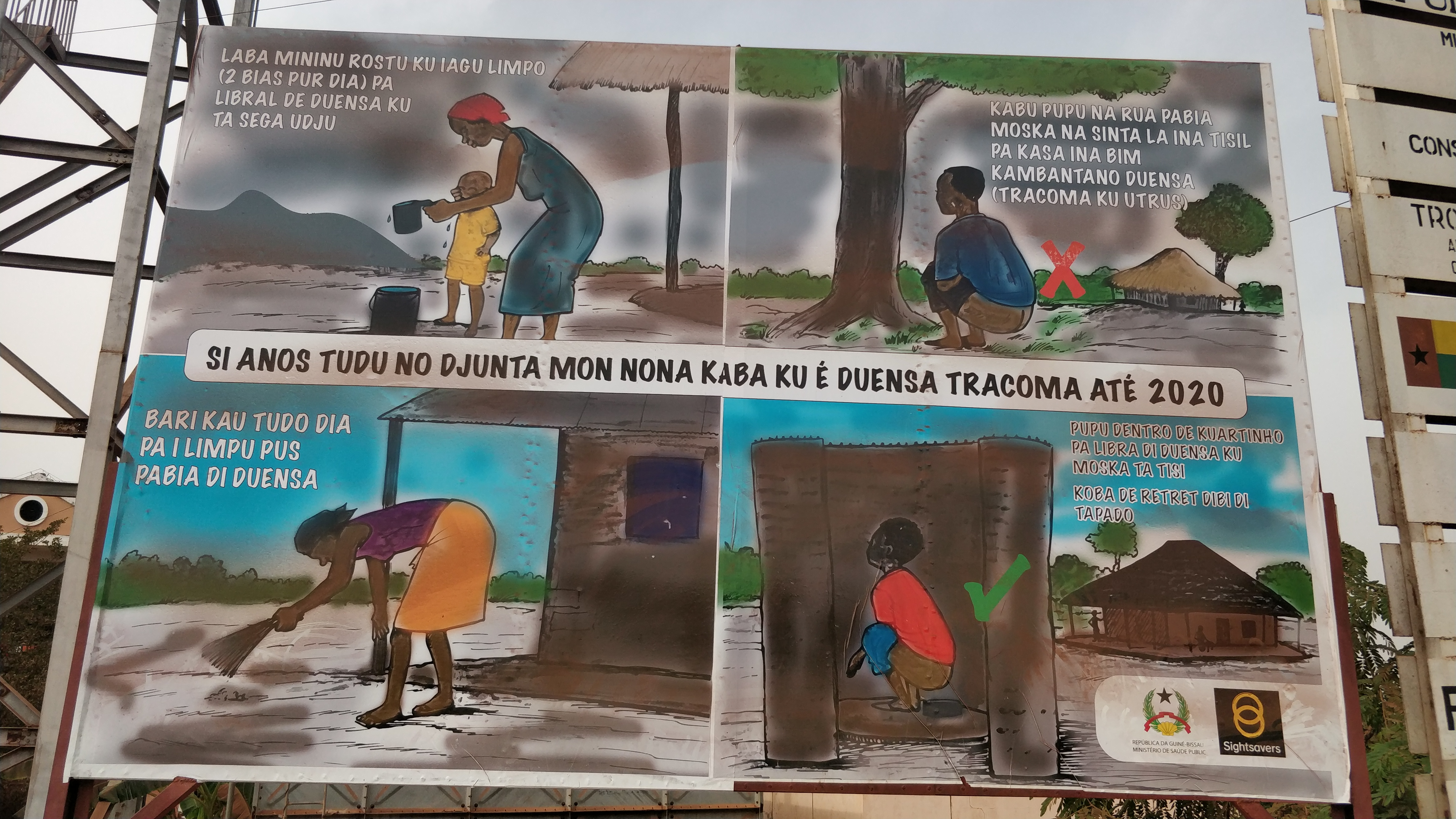
Cartel publicado en el criollo de Guinea-Bisáu

El resto de la población rural habla una variedad de lenguas africanas nativas propias de cada etnia: Fula (16 %), Balanta (14 %), Mandinka (7 %), Manjak (5 %), Papel (3 %), Felupe (1 %), Beafada (0,7 %), Bijagó (0,3 %) y Nalu (0,1 %), que forman las lenguas étnicas africanas habladas por la población. La mayoría de los portugueses y mestizos también tienen una de las lenguas africanas y el kriol como lenguas adicionales. Las lenguas étnicas africanas no se desaconsejan, en ninguna situación, a pesar de su menor prestigio. Estas lenguas son el nexo entre individuos de la misma etnia y se utilizan a diario en las aldeas, entre vecinos o amigos, en las ceremonias tradicionales y religiosas, y también se utilizan en el contacto entre la población urbana y la rural. Sin embargo, ninguna de estas lenguas es dominante en Guinea-Bisáu.
El francés se enseña como lengua extranjera en las escuelas, ya que Guinea-Bisáu está rodeada de naciones francófonas. Guinea-Bisáu es miembro de pleno derecho de la francofonía.

## Cultura
En la sociedad guineana, a pesar del poder central y local tener contornos clásicos, sin embargo, el poder Regulado (modo de poder tradicional ejercido por los herederos de los reinos precoloniales) representa el poder en los distintos grupos étnicos. El Régulo es el órgano máximo en una comunidad local que opera independientemente del Estado y está encargado de las materias de administración territorial, del arbitraje en asuntos sociales o de la división de terrenos e incluso actuando en el campo judicial. También ejerce un papel crucial en la regulación social y le cabe, por ejemplo en el contexto de la etnia Manjaca, determinar el inicio y el final de la cosecha de todos los ciudadanos de la región, subordinados a su poder, seguido por una serie de rituales preestablecidos. Ya en los grupos étnicos islamizados, el Régulo fue sustituido de alguna manera por las autoridades religiosas.

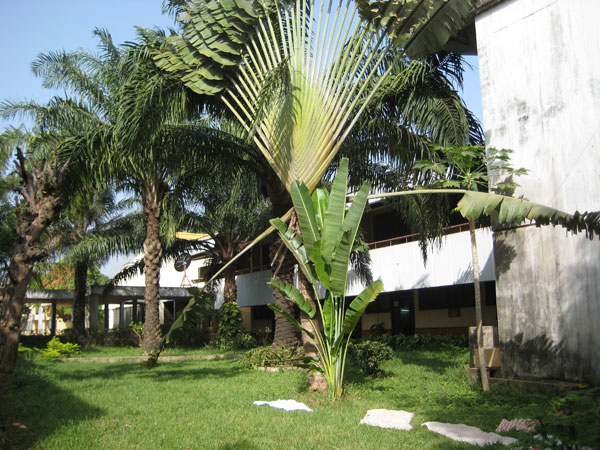
Biblioteca nacional de Guinea-Bisáu

El folclor guineano es muy rico y muy variable entre los distintos grupos étnicos, no sólo por el modo de expresión corporal, como por los trajes o sonidos e instrumentos que acompañan esta riquísima manifestación cultural que está muy presente en la vida cotidiana guineana, como en días de festividades, funerales o en ceremonias de iniciación como el Fanado. El grupo “Os Netos do Bandim” nos permite con sus actuaciones hacer un viaje por la gran diversidad del folclor de las etnias del país. El arte en Guinea-Bissau es muy importante por el papel que desempeña en la religión y en los ritos animistas, con una estrecha relación con lo sobrenatural, ya que permite la comunicación con los Irãs (Dioses) y con los antepasados. El arte guineano más valioso y raro es el arte Bijagó pero las etnias Nalu, Papel y Manjaca también son conocidas por sus esculturas. Estas esculturas son generalmente máscaras de animales (como tiburones, toros, vacas, hipopótamos) y se utilizan durante los ritos y bailes tradicionales. La cestería, los paños de telar (pano de pente, paño de telar de peine) y teñidos, o la alfarería son también algunas de las manifestaciones culturales típicas de Guinea-Bissau.
El Carnaval es una fiesta de gran tradición en Guinea-Bissau y, en particular, en Bissau. La vida de la ciudad paraliza durante tres días para ver desfilar los grupos de todo el país y de todas las etnias. Es un fenómeno etnográfico de gran significado, en el que todas las tradiciones más establecidas salen a la calle para mostrarse y marchar con orgullo en las avenidas de Bissau, participando en el concurso organizado por las autoridades locales.

### Música
La música de Guinea-Bisáu pertenece por lo general al gumbé, género musical de naturaleza polirrítmica, el cual es la exportación musical más relevante. Sin embargo, la inestabilidad de la sociedad y el relativamente pequeño desarrollo del mismo han hecho que el gumbé y otros géneros asociados no hayan logrado trascender las fronteras y llegar a las grandes audiencias.

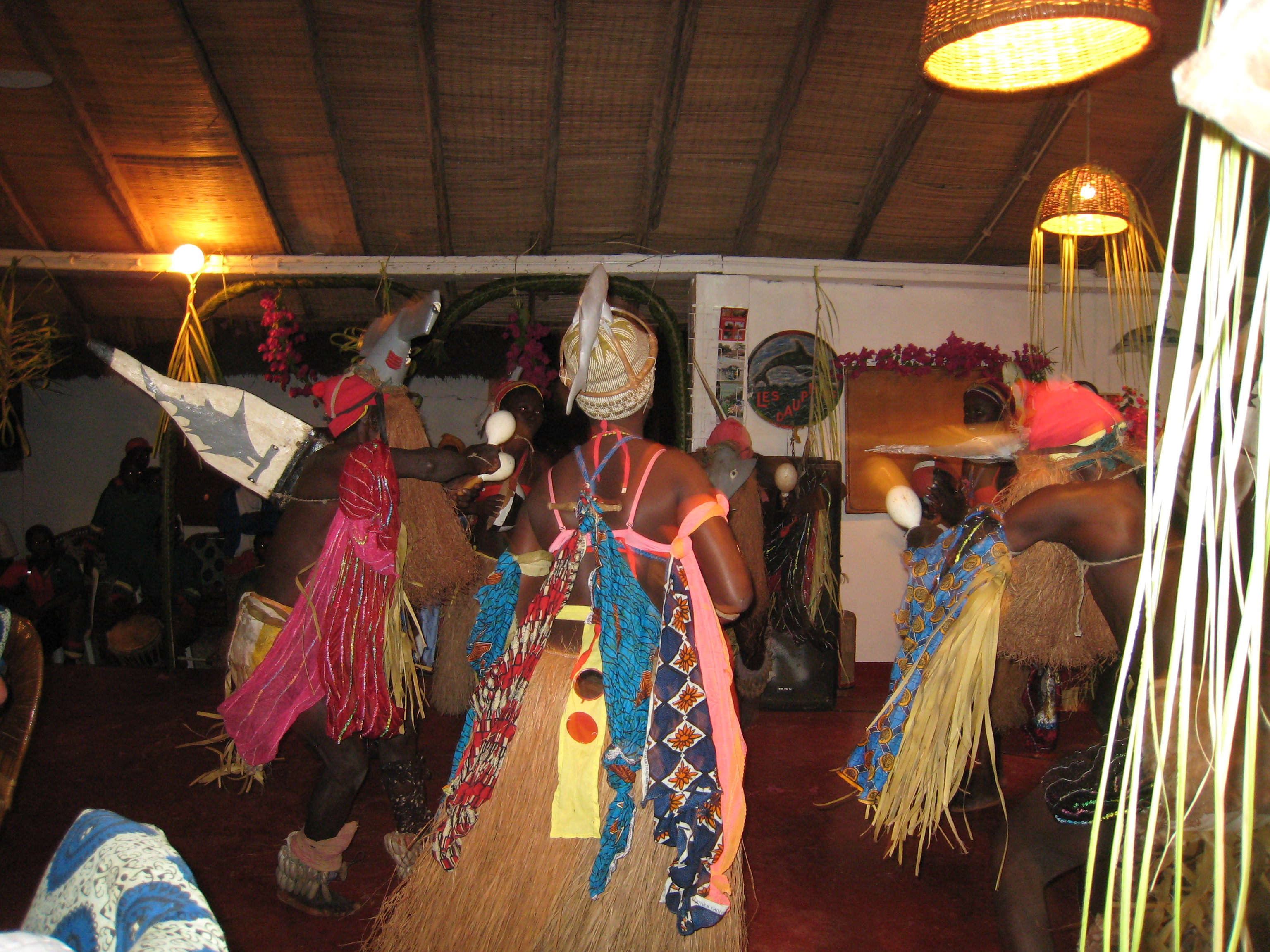
Carnaval de Guinea Bisáu

El afoxé es el instrumento musical más popular en Guinea-Bisáu. Se construye utilizando el fruto seco del porongo y se utiliza para crear música con complejas características rítmicas. Las letras de las canciones son por lo general en lenguaje kriol, un lenguaje criollo de raíces portuguesas. Son comunes canciones con contenido humorístico o sobre determinadas temáticas, relacionadas con eventos cotidianos o controvertidos, especialmente el sida.
La palabra gumbé a veces se utiliza en forma genérica, para referirse a todo tipo de música autóctona, a pesar de que en realidad se refiere a un estilo específico que es la fusión de numerosas tradiciones de música folclórica del país. Otros géneros musicales populares son el tina y el tinga, mientras que entre las tradiciones folclóricas más difundidas se encuentran la música ceremonial utilizada en funerales, ritos de iniciación y otros rituales, como también la brosca y kussundé de los balantas, el djambadon de la etnia mandinga y el ritmo kundere de las islas Bijagós.

### Gastronomía
El arroz es un alimento básico en la dieta de los habitantes de la costa y el mijo es un alimento básico en el interior del país. Gran parte del arroz se importa y la inseguridad alimentaria es un problema debido, en gran parte, a los golpes de Estado, la corrupción y la inflación Los anacardos se cultivan para la exportación. También se cultivan cocos, nueces de palma y aceitunas.
El pescado, el marisco, las frutas y las verduras se consumen habitualmente con cereales, leche, cuajada y suero. Los portugueses fomentaron la producción de cacahuetes. También se cultiva aceite de palma, guisantes de bambara (voandzou) y Macrotyloma geocarpum. Cornelius también forma parte de la dieta.
Los platos más comunes son las sopas y los guisos. Los ingredientes más comunes son el ñame, la batata, la yuca, la cebolla, el tomate y el plátano. En la cocina se utilizan especias, pimientos y chiles, así como la maniguette (pimienta de Guinea o semilla del paraíso)

### Cine
Flora Gomes es una directora de cine de renombre internacional; su película más famosa es Nha Fala (español: Mi voz). Mortu Nega (Muerte negada) de Gomes (1988) fue la primera película de ficción y el segundo largometraje realizado en Guinea-Bissau. (El primer largometraje fue N'tturudu, del director Umban u'Kest en 1987). En FESPACO 1989, Mortu Nega ganó el prestigioso premio Oumarou Ganda. En 1992, Gomes dirigió Udju Azul di Yonta, que se proyectó en la sección Un Certain Regard del Festival de Cannes de 1992. Gomes también ha formado parte de los consejos de muchos festivales de cine centrados en África. La actriz Babetida Sadjo nació en Bafatá, Guinea-Bissau.

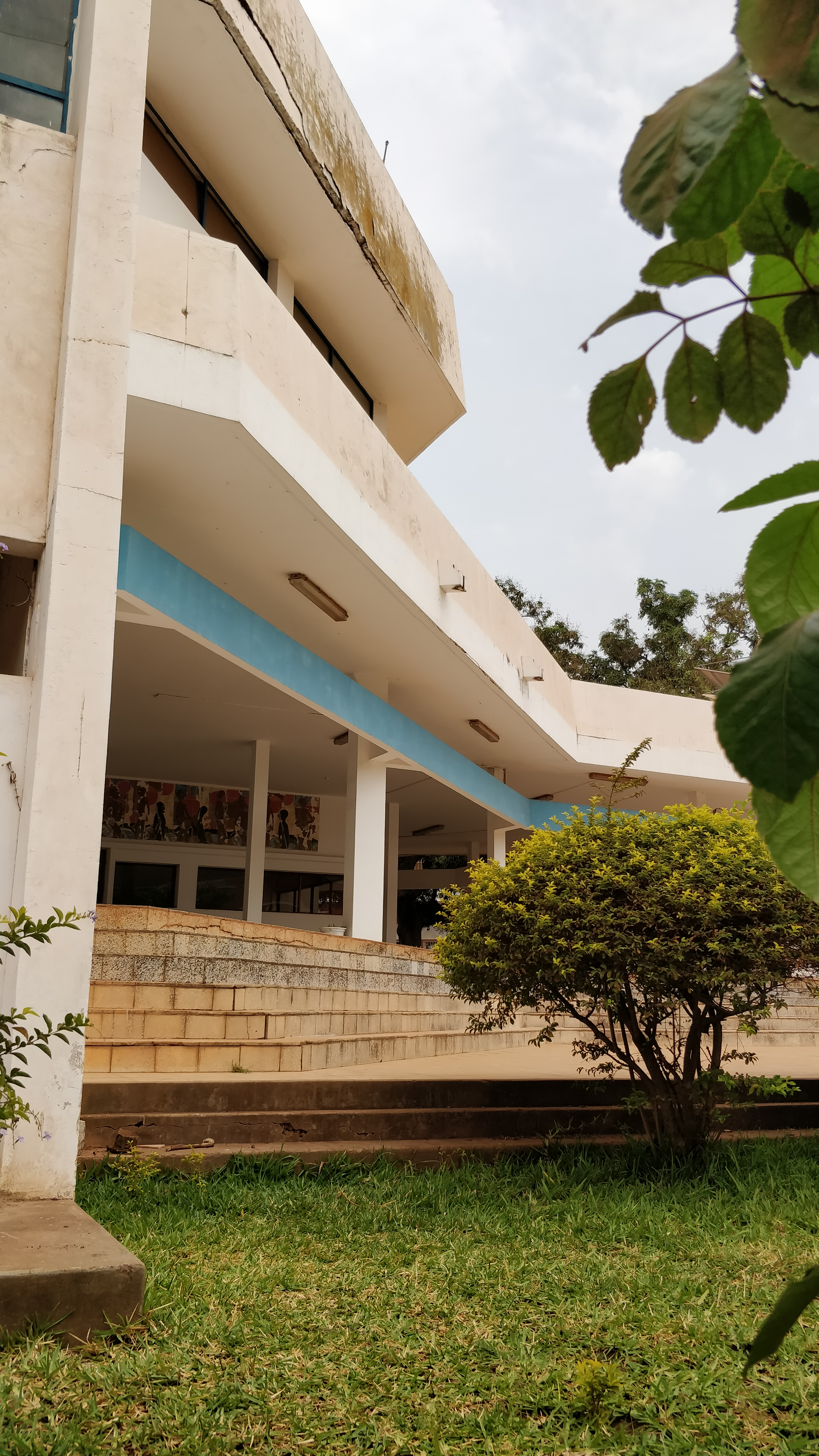
Sede de RTP África en Bisáu

### Medios de comunicación
Los medios de comunicación de masas en Guinea-Bissau incluyen la prensa escrita, la radio, la televisión e Internet. El Conselho Nacional de Comunicação Social regula la prensa. La Radio Nacional de Guinea-Bissau, gestionada por el gobierno, comenzó en 1973 y la Televisión de Guinea-Bissau en 1987.

#### Radio
- Radio Nacional de Guinea-Bissau
- Radio Bafata[109]
- Rádio Bombolom[110]
- Rádio Jovem[110]
- Radio Mavegro[109]
- Radio Nacional[111]
- Radio Pindjiguiti[111]
- Radio Sintcha Oco[109]
- Rádio Sol Mansi[110]

#### Televisión
- Televisión de Guinea-Bissau (TGB)[111]
- RTP África[111]
- TV Klélé (est. 2013)[110]

### Fiestas
| Fecha            | Nombre en castellano                   | Notas                                            |
| ---------------- | -------------------------------------- | ------------------------------------------------ |
| 1 de enero       | Año Nuevo                              |                                                  |
| 20 de enero      | Día de los Héroes                      | Fiesta nacional                                  |
| 8 de marzo       | Día de la Mujer                        |                                                  |
| 1 de mayo        | Fiesta del Trabajo                     | Fiesta nacional                                  |
| 3 de agosto      | Día de los mártires de la colonización |                                                  |
| 24 de septiembre | Día de la Independencia                | Fiesta Nacional                                  |
| 14 de noviembre  | Aniversario del Movimiento de Reajuste |                                                  |
| 25 de diciembre  | Día de Navidad                         | Festejo cristiano                                |
| Fecha movible    | Final del Ramadán                      | Festejo islámico                                 |
| Fecha movible    | Fiesta del Cordero                     | Festejo islámico, localmente llamado Eid ul-Adha |

## Deportes

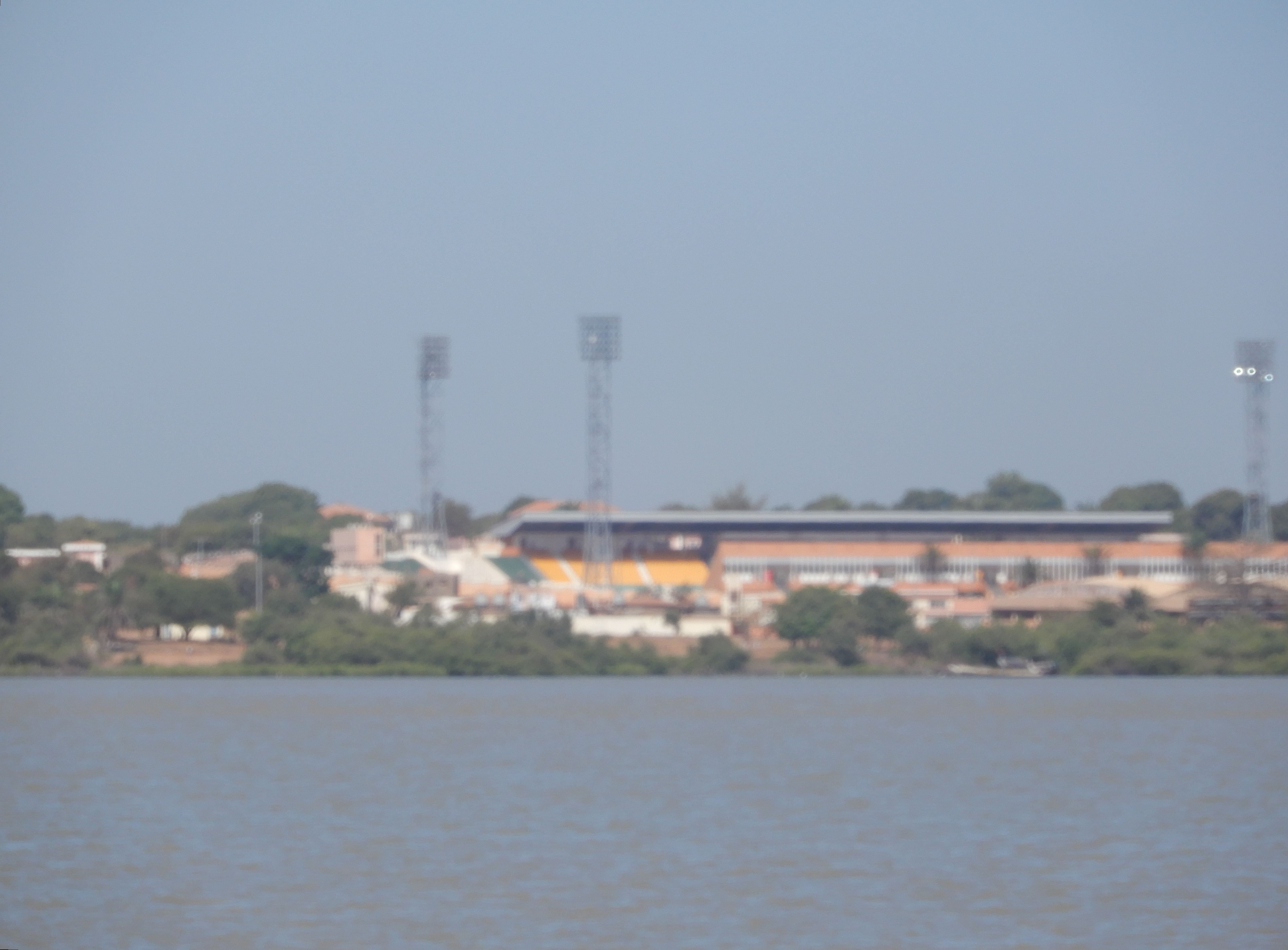
Estadio 24 de Setembro

La selección de fútbol de Guinea-Bisáu hizo historia al clasificarse para la Copa Africana de Naciones 2017, siendo el primer campeonato internacional que juega en toda su historia. El equipo no cuenta con muchos jugadores de renombre internacional. Los más conocidos han jugado y juegan en equipos medianos y pequeños de la antigua potencia colonia Portugal, destacando Bebiano Gomes, más conocido como Bio, que representó al Benfica en las capas de formación de 1980 a 1983 y jugó en equipos de la primera división del fútbol portugués, como, Sporting Clube Farense cedido por el Benfica (3 temporadas - dos en primera división y una en segunda) - donde fue campeón nacional de segunda división en 1986, Futebol Clube de Penafiel (4 temporadas - dos en Primera y dos en Segunda), Futebol Clube Tirsense (1 temporada en Primera), Beira Mar (1 temporada en Primera), Académico de Viseu (1 temporada en Segunda) y fue internacional por la Selección de Guinea-Bissau.
Sufrim Lopes, exjugador del Naval, pero con nacionalidad portuguesa. Bocundji Ca (con paso por el Nantes), Almami Moreira (exjugador del Boavista, Hamburgo, Dinamo de Moscú y Partizán de Belgrado) y Braíma Injai (que hizo casi toda su carrera en Portugal) son otros jugadores conocidos de Guinea-Bissau. Bruma, que actualmente juega en el PSV Eindhoven, Éder, el héroe de la final de la Eurocopa 2016 y Danilo Pereira, del FC Porto, a pesar de ser guineanos de nacimiento, optaron por jugar con la selección portuguesa. Lo mismo hizo Ansu Fati, que prefirió jugar con la selección de España, país al que llegó con 6 años de edad.
El fútbol en el país es controlado por la Federación de Fútbol de Guinea Bisáu.